# Крик 6
«Крик 6» (англ. Scream VI, стилизовано как SCREAIVI) — американский слэшер 2023 года режиссёров Мэтта Беттинелли-Олпина и Тайлера Джиллетта по сценарию Джеймса Вандербилта и Гая Бусика. Это продолжение фильма «Крик» (2022), шестой фильм в одноименной франшизе.
В фильме снялись Мелисса Баррера, Джасмин Савой Браун, Мейсон Гудинг, Дженна Ортега, Хейден Панеттьер и Кортни Кокс, вернувшиеся к своим ролям из пятого фильмам, а также Джек Чэмпион, Генри Черни, Лиана Либерато, Дермот Малруни, Дэвин Некода, Тони Револори, Джош Сегарра и Самара Уивинг, сыгравшие новых персонажей. Нив Кэмпбелл отказалась от участия в фильме в роли Сидни Прескотт, поскольку её не устроил гонорар — это первый фильм франшизы, в котором отсутствует её персонаж; как и герой Дьюи Райли в исполнении Дэвида Аркетта — каждый из них упоминается в фильме.
По сюжету новый убийца в маске продолжает охоту на Сэм и её младшую сестру Тару, которые вместе с Чедом и Минди после трагедии в Вудсборо переехали в Нью-Йорк. К расследованию убийств присоединяется Кирби Рид, ставшая агентом ФБР, а также журналистка Гейл Уэзерс.
Шестой фильм был анонсирован спустя несколько недель после старта успешного проката «Крика» (2022), при этом большая часть актёров подписала контракт на возвращение к своим ролям. Съёмки проходили в Монреале в Канаде на протяжении лета 2022 года. Как и его предшественники, фильм сочетает в себе элементы слэшера, чёрной комедии, сатиры и детектива в жанре «Кто это сделал?». Картина высмеивает тенденции кинофраншиз и ведёт «подрывную деятельность ожиданий зрителей».
Студия развернула масштабную рекламную кампанию, публикуя различные материалы, содержащие намёки и подсказки к сюжету, привлекла знаменитых музыкантов к записи саундтрека, заключила ряд договоров с американскими брендами по распространению тематической продукции.
Премьера фильма состоялась 6 марта 2023 года в театре «AMC Lincoln Square» на Манхэттене и 10 марта в США под дистрибуцией «Paramount Pictures». Впервые во франшизе картина демонстрировалась также в форматах 3D и 4DX. Фильм заработал в прокате почти 170 миллионов долларов и получил в целом положительные отзывы критиков, которые похвалили сцены убийств и актёрскую игру. Картина стала обладателем премий «MTV Movie & TV Awards» («Лучший фильм» и «Лучшая драка») и «People's Choice Awards» («Звезда года в драматическом фильме» за игру Дженны Ортеги), а также получила другие награды и номинации. Журнал «The Hollywood Reporter» назвал фильм 3-м лучшим слэшером десятилетия.

## Сюжет
Нью-Йорк, канун Хэллоуина. Год спустя после событий в Вудсборо студент университета «Blackmore» Джейсон Карви, переодевшись Призрачным лицом, жестоко убивает своего профессора Лору Крэйн рядом с баром. Вместе со своим другом Грегом он собирается убить сестёр Сэм и Тару Карпентер, «закончив фильм Ричи». Однако вслед за Грегом и сам Джейсон становится жертвой Призрачного лица.
Сестры Сэм и Тара Карпентер и их друзья, близнецы Чед и Минди Микс-Мартин, теперь также живут в Нью-Йорке. Между Сэм и Тарой складываются далеко не простые отношения — Сэм очень сильно переживает за свою сестру, потому сильно опекает её, что выводит из себя Тару. У сестёр появляется соседка Куинн Бэйли, Чед живёт в одной квартире со скромным Итаном Лэндри, а Минди встречается с Аникой Койоко. Сэм ходит на психотерапию к доктору Стоуну и рассказывает, как ей тяжело, потому что в Интернете ходят слухи, что она и есть настоящий убийца, подставившая Ричи Кирша и Эмбер Фриман, поскольку ее отец — Билли Лумис, устроивший резню в Вудсборо в 1996 году. Отец Куинн, детектив Уэйн Бэйли, звонит Сэм и просит явиться на допрос, потому что на месте убийства Джейсона было обнаружено её удостоверение личности. Также убийца оставил на месте преступления маску, которую использовали сами Ричи и Эмбер в 2022 году. По дороге в полицейский участок Призрачное лицо звонит Сэм, а затем нападает на неё и Тару. Девушки прибегают за помощью в небольшой магазинчик, где убийца устраивает погром с несколькими жертвами. Но маньяк успевает сбежать, когда приезжает полиция. На месте преступления обнаруживаются маски Чарли Уокера и Джилл Робертс времён убийств в Вудсборо 2011 года.
В полицейском участке Сэм и Тара встречают агента ФБР Кирби Рид, которой удалось выжить в резне 2011 года. На выходе их уже поджидает толпа журналистов: в новостях сообщают, что Сэм стала главной подозреваемой в совершении новых убийств. Среди репортёров оказалась и Гейл Уэзерс, желающая помочь девочкам. Однако сёстры не хотят с ней разговаривать, поскольку Гейл написала новую книгу, в которой назвала Сэм «психически нестабильной» и «прирождённой убийцей», таким образом нарушив своё обещание. И тем не менее, Гейл говорит сёстрам, что Сидни Прескотт переживает за них, и что она находится в безопасности вместе со своим мужем Марком Кинкейдом и их детьми.
В то же самое время, Призрачное лицо убивает доктора Стоуна и крадёт у него досье на Сэм, оставляя маску Романа Бриджера, в которой тот убивал съёмочную команду «Удара ножом 3». Тем же вечером, Призрачное лицо нападает на друзей в их квартире — Куинн и Аника трагически погибают, а остальным удаётся сбежать, благодаря вовремя пришедшему на помощь соседу и парню Сэм, Дэнни. Полиция находит на месте убийств маски Нэнси Лумис и Микки Алтьери, ответственных за смерти студентов колледжа Виндзор. Убитый горем детектив обещает расквитаться с убийцами, появляются Гейл и Кирби. Гейл говорит, что провела расследование и нашла тайное место, которое принадлежало Джейсону и Полу. Оказавшись в заброшенном кинотеатре, главные герои находят «святилище», где собраны вещественные доказательства преступлений, совершённых всеми Призрачными лицами, включая маски и чёрные балахоны. Там у Сэм вновь возникают видения её отца, Билли Лумиса, вновь предлагавший объединиться, но Сэм снова дала отказ, сказав, что не станет такой же каким был он. Кирби решает выследить убийцу, пока Сэм и Тара прогуливаются днём по парку. В этот момент убийца звонит Сэм и говорит, что он знает об их планах, и сейчас у него другая цель. Девушки понимают, что целью является Гейл, а потому они спешат в её квартиру, угнав машину детектива Бэйли. Тем временем, маньяк убивает нового возлюбленного журналистки, а также тяжело ранит её саму, цинично проводя параллель с гибелью её бывшего мужа Дьюи Райли. Гейл чудом остаётся в живых, благодаря вовремя подоспевшим Сэм и Таре.
Ребята решают, что лучший вариант — заманить убийцу в «святилище» и покончить с ним. Они отправляются туда на метро, но по дороге случайно разделяются в толпе. В разгар Хэллоуина их окружают пассажиры в костюмах Призрачного лица и других киномонстров. Маньяк серьёзно ранит Минди, но Итан успевает ей помочь. Между тем, остальные оказываются в кинотеатре, и, пока Чед признаётся Таре в его чувствах к ней, Сэм получает тревожный звонок от детектива Бэйли, который говорит немедленно выбираться оттуда, потому что это ловушка, устроенная Кирби, уволенной из ФБР несколько месяцев назад из-за нервного срыва. В этот момент на Тару, Сэм и Чеда нападают двое убийц, которые тяжело ранят последнего. В поисках выхода сёстры встречают очнувшуюся после атаки маньяка Кирби и детектива Бэйли. Полицейский стреляет в агента, раскрывая себя как одного из убийц, а появившиеся рядом с ним фигуры в костюмах оказываются Итаном и Куинн, инсценировавшей свою смерть. Трое злодеев играют в «кошки-мышки» с сёстрами Карпентер, раскрывая свои мотивы. Выясняется, что Ричи был сыном детектива Бэйли и старшим братом Итана и Куинн. Вся эта коллекция принадлежала самому Ричи и была собрана полицейским для своего старшего сына. Бэйли организовал «святилище» перед тем, как реализовать свой план мести: он хочет убить сестёр, обвинив во всём Сэм, как дочь Билли Лумиса, решившую пойти по стопам своего отца, и использовать его маску.
Сёстры Карпентер объединяются в борьбе с сумасшедшей семьёй, но оказываются в ловушке. Сэм всё-таки решает отпустить младшую сестру, дав ей нож, после чего Тара тяжело ранит Итана. Старшая сестра выстреливает в голову Куинн из пистолета Кирби, однако ей не хватает патронов, чтобы покончить с детективом Бэйли. Тогда она решает использовать нож своего отца, и, надев костюм и маску Билли Лумиса, жестоко убивает детектива. После этого выжившая Кирби добивает пришедшего в себя Итана, скинув на него телевизор, когда-то убивший Стю Мэчера. В финале сёстры мирятся и обещают никогда не бросать друг друга, а Сэм перестаёт излишне опекать Тару. Приходя в себя в окружении полицейских и врачей Карпентеры узнают, что Чед также остался в живых. Взглянув на маску своего отца, Сэм бросает её на асфальт, а после уходит в рассвет вместе с Тарой и Дэнни.

## В ролях
| Актёр               | Роль                                    | Русский дубляж         |
| ------------------- | --------------------------------------- | ---------------------- |
| Мелисса Баррера     | Сэм Карпентер                           | Ольга Вербицкая        |
| Дженна Ортега       | Тара Карпентер                          | Айгуль Шамсутдинова    |
| Мейсон Гудинг       | Чед Микс-Мартин                         | Евгений Равдин         |
| Джасмин Савой Браун | Минди Микс-Мартин                       | Марика Шмуксте         |
| Кортни Кокс         | Гейл Уэзерс                             | Татьяна Черковская     |
| Хейден Панеттьер    | Кирби Рид                               | Лариса Пономаренко     |
| Дермот Малруни      | Детектив Уэйн Бэйли / «Призрачное лицо» | Михаил Карасиков       |
| Лиана Либерато      | Куинн Бэйли / «Призрачное лицо»         | Дана Щербина           |
| Джек Чэмпион        | Итан Лэндри / «Призрачное лицо»         | Никита Осипов          |
| Джош Сегарра        | Дэнни Брэкетт                           | Евгений Черкес         |
| Дэвин Некода        | Аника Койоко                            | Анастасия Лёвина       |
| Генри Черни         | Доктор Кристофер Стоун                  | Герман Скуч            |
| Тони Револори       | Джейсон Карви / «Призрачное лицо»       | Александр Маликов      |
| Самара Уивинг       | Лора Крэйн                              | Юлия Мещерякова        |
| Скит Ульрих         | Билли Лумис (галлюцинация)              | Дмитрий Шандро         |
| Джек Куэйд          | Ричи Кирш (на видео)                    | роль не дублировалась  |
| Роджер Джексон      | Призрачное лицо (голос)                 | Андрей Гаркави         |
| Андрэ Энтони        | Фрэнки                                  | Родион Кузьмин-Рейзвих |
| Томас Кадро         | Брукс                                   |                        |

Для проката в странах СНГ на русский язык фильм дублировала студия SDI Media. Также существуют неофициальные версии дубляжа от «Red Head Sound» и «RStudio Sound».

## Сценарий

### Начальный этап
«Смысл в том, что почти каждый „Крик“ возвращается к прошлому. В первом фильме Билли Лумис в исполнении Скита Ульриха убивает из-за того, что случилось с его матерью, он мстит за свою семью. Лори Меткалф — Дэбби Солт из второй части — мстит за сына. В „Крике 3“ Роман Бриджер — его сыграл Скотт Фоули — является частью семьи Сид и тоже мстит за семью. „Крик 4“ — это Джилл Робертс, которая также является частью семьи Сид. Вся франшиза работает таким интересным образом. Так что мы были в восторге от того, что смогли повторить это и увидеть, что все три убийцы работают, как семья. Это было весело».
Незадолго до выхода фильма «Крик 4» Кевин Уильямсон сообщил, что уже разработал сюжет фильмов «Крик 5» и «Крик 6» — подписание контракта со студией зависело от кассового успеха четвёртой части. В июле 2014 Уильямсон рассказал, что фильм должен был запустить новую трилогию, но кассовые сборы не оправдали ожидания студии; сценарист также отметил, что вероятность того, что у он будет принимать участие в будущих проектах франшизы, крайне мала. По задумке Уильямсона, в пятом фильме Призрачное лицо преследует Джилл Робертс, пока она учится в университете; шестой фильм концентрируется на истории Гейл Уэзерс и её браке с Дьюи Райли, а Сидни теряет память в результате посттравматического расстройства.
В январе 2022 года режиссёры картины выразили желание поработать над продолжением. О работе над сиквелом официально объявили 3 февраля 2022 года — основная команда съёмочной группы вернулась к работе над продолжением. Сценарий вновь написали Джеймс Вандербилт и Гай Бусик.
В начале июня Дженна Ортега сообщила, что в новом фильме Призрачное лицо будет «гораздо агрессивней и более жестоким». 12 июня стало известно, что действие фильма будет происходить в Нью-Йорке. Работая над пятым фильмом, авторы не планировали делать Тару и Чеда влюблённой парой, но между актёрами была очень сильная химия, которая воплотилась в любовном интересе между их персонажами в шестой части.

### Участие Сидни
Подробный разбор альтернативного сюжета с участием Сидни Прескотт из ранней версии сценария опубликовал авторитетный инсайдер по вселенной франшизы портал HelloSidney.com:
- Первое появление Сидни происходит после убийства доктора Стоуна, который смотрит «Удар ножом 2», а Тори Спеллинг должна была появиться в эпизоде фильма со словами: «Не могу поверить, что мне нужно снова через всё это пройти» (англ. I can’t believe I have to go through all of this again!).
- У Сидни есть три дочери — 10, 8 и 4 лет; старшую звали Ханна.
- Сидни узнаёт о новых убийствах в Нью-Йорке от одной из школьных мам в Сиэтле — после этого героиня устремляется домой собирать вещи в поездку в «Большое Яблоко».
- Её муж детектив Марк Кинкейд стал шерифом и пытается переубедить жену. Короткий диалог между ними:
  - Марк: Ты потратила 25 лет жизни убегая от этого, теперь ты стремишься навстречу? (англ. You spent the last twenty-five years running away from this stuff, and now you want to run towards it?)
  - Сидни: Я должна быть уверена, что это не доберётся до нашего дома. Потому что, рано или поздно, так всегда происходит (англ. I need to make sure it doesn’t end up on our doorstep because sooner or later, it always does)
  - Марк: Ты преследуешь это. Однажды ты не вернёшься (англ. You keep running after this… Someday you’re not gonna come back)
- Марк также должен был появиться в пятом фильме — в сцене, когда Дьюи звонит Сидни, она и её муж находятся на домашней кухне с семьёй.
- Сидни прибывает в Нью-Йорк после гибели Аники — вместе с героями она приходит в «Святилище», которое обнаружила Кирби, а не Гейл. В сценарии, как и Гейл, Сидни скептически относится к Кирби, как к агенту ФБР.
- Когда Сэм видит призрака отца в «Святилище», именно Сидни спрашивает у неё: «Что ты делаешь?», а позже именно Сидни обсуждает с Сэм семейные проблемы, а не Гейл.
- В сцене в парке Сэм говорит по телефону с убийцей, а Тара, Чед и Минди пытаются вычислить маньяка, как это делали Дьюи и Гейл во второй части. Чед спрашивает: «Разве не так умер дядя Ренди?» (англ. Isn’t this how Uncle Randy died?).
- Сэм флиртует с соседом Дэнни, но у них нет романа. Именно Дэнни по просьбе Сэм спасает Гейл от смерти в её квартире.
- После нападения на Гейл, приезжает Сидни и отправляется с раненой журналисткой в больницу. Сид рассказывает мужу о состоянии Гейл во время звонка и обещает вернуться домой, однако из больницы отправляется в «Святилище», чтобы воссоединиться с Сэм и её друзьями.
- Итан нападает на Кирби с ножом Чарли из «Крика 4» и оставляет умирать — больше Кирби в сценарии не упоминается.
- Сидни появляется в «Святилище» в последний момент, чтобы сбросить на Итана телевизор со словами: «Не поверишь, я делаю это во второй раз. Работает безотказно» (англ. Second time I’ve done that, if you can believe it. Works every time).
- Когда Тара спрашивает Сидни, как она их нашла, Сидни показывает трекинг-приложение «Найти мою семью» (англ. Find My Fam). Сэм говорит Сидни, что та пропустила монолог убийц, на что женщина отвечает «Слава богу». Сидни говорит сёстрам Карпентер, что они — «семья, которую она выбрала» (англ. chosen family).
- Чед и Минди выживают в этой версии сценария, но Минди не появляется в финальной сцене, так как находится в госпитале. Бросив маску Билли Лумиса на землю, Сэм следует за Тарой и Сидни в рассвет.

### Изменения
Некоторые сюжетные линии из оригинального сценария с участием Сидни остались в финальной версии, но претерпели изменения:
- Маньяки не оставляли маски предыдущих убийц на местах преступления — все они надеты на манекены в «Святилище».
- Сцена в магазине имела продолжение, отсылающее к эпизоду из «Крика 2» с участием Сидни и Хэйли в полицейской машине: Сэм и Тара сбегали из магазина и ловили такси. Призрачное лицо успевает убить водителя, и машина переворачивается — сёстры оказываются в ловушке.
- Оператор Джоэль Джонс в исполнении Дуэйна Мартина должен был появится в фильме — он стал продюсером Гейл. Она просит его провести расследование о слухах о том, что Сэм — убийца, которые появились на Reddit. Он предоставляет Гейл информацию, а затем покидает город, чтобы не стать жертвой убийцы — аналогично тому, что он сделал в «Крике 2».
- В сцене нападения на Гейл в её квартире она вновь произносит строчку, которая была в сценарии «Крика 4» в аналогичном эпизоде в амбаре, но была вырезана из финальной версии: «Давай, если кишка не тонка!» (англ. Go Ahead If You Have The Guts!)[16].
- Одна из убийц, Куинн Бэйли, выживала и отправлялась в тюрьму.

Изначальная версия попавших в фильм сцен без участия Сидни также несколько отличалась от финальной:
Различные изменения касались открывающей сцены: голос Призрачного лица не появляется в диалоге с Лорой; также убийца наносит удары ножом по лицу героини; в шкафу в квартире Джейсона и Грега спрятана только маска, а не целая коллекция по франшизе «Удар ножом»; также оба персонажа были открытыми активистами анти-кампании, направленной против Сэм в Интернете; эпизода, в котором Джейсон находит голову Грега в холодильнике, изначально не было в тексте. А вот в версии текста, по которому снимали картину, героиня Самары Уивинг наоборот сразу общалась по телефону с Роджером Джексоном, который традиционно озвучил Призрачное лицо, — в итоге, голос по телефону в диалоге переозвучил Тони Револори, чтобы сделать начало эпизода более реалистичным.
Детектив Бэйли упоминал, что его решение переехать в Нью-Йорк связано с тем, что его жена ушла от него; доктор Стоун был большим фанатом фильмов ужасов и перед своей смертью смотрел «Удар ножом 8», а точнее — сцену с Призрачным лицом (его сыграл Мэттью Лиллард) в хромированной маске (этот эпизод впервые появилась в «Крике» 2022 года); в сценарии Аника Кайоко носила фамилию Маэда (англ. Maeda); в сценарии колледж, где учатся главные герои, носил название «Университет города Нью-Йорк» (англ. NYCU).
После первого нападения Призрачного лица Сэм собирается позвонить Сидни, но ей звонит Гейл; диалог Сэм и Гейл в «святилище» был длиннее — они обсуждали судьбу Сидни и участь выжившей; в самом «святилище» также можно заметить расписание занятий Мики из «Крика 2»; пытаясь выманить убийцу, Сэм и Тара разговаривают по телефону с маньяком не в Центральном парке, а на территории кампуса, как это было с Ренди во второй части — при этом в разгар Хэллоуина многие студенты носили костюм Призрачного лица; в сцене в метро также должны были быть пассажиры в хромированной маске из «Крика» (2022) и в маске Брендона Джеймса из телесериала MTV; в сценарии маска Билли Лумиса называлась «Основная маска» (англ. Ghostface Prime).
По словам сценаристов Джеймса Вандербилта и Гая Бусика, финальная сцена немного отличалась от той, что в итоге была снята: «Мы сразу поняли, что это будет тайная семья, но у них был немного другой мотив, чтобы преследовать Сэм. Мотив убийц в последнем фильме очень интеллектуален — это скорее идея о токсичных фанатах, которые чувствуют, что их любимая франшиза переживает трудные времена, они рассуждают так: „Мы должны вернуть её в нужное русло“, они воспринимают это так, выходят за грани разумного. Это очень интеллектуально, это очень эзотерично, и мы хотели чего-то действительно первобытного. Нужен был более личный мотив. Именно тогда мы нашли связь с Ричи и подумали: „О, это будет весело, потому что эта идея объединяет всё“. Вернуться к пятой части, чтобы рассказать одну большую историю». Действие финала происходило на складе, который превратили в музей, а уже после возникновения идеи с параллелями «Крику 2» было решено перенести действие в театр: "У нас были проблемы с поиском подходящей площадки. Затем наши блестящие специалисты по подбору локаций нашли это место. Они сказали: «У нас есть место, но только не психуйте. Это театр. Мы очень переживали, потому что не хотели, чтобы люди думали, что мы просто копируем „Крик 2“. Но когда мы лично увидели это пространство, мы поняли, что оно будет иметь совершенно другой вид и восприниматься иначе, особенно, когда его превратят в „святилище“. И это дало нам возможность включить „фан-фильмы“ покойного Ричи Кирша, которые попали в сцену — их предоставил сам Джек Куэйд, снявший эти видео в юности». В финальной сцене также раскрывались планы убийц относительно Сидни — они собирались убить всю её семью, проживающую на момент событий шестой части в Сиэтле.

### Личность убийц
Большинство фанатских теорий, блуждавших по Интернету до выхода картины, сводилась именно к тому, что главным убийцей окажется персонаж, уже появлявшийся в фильмах франшизы или являющийся родственником одного из предыдущих убийц, — тем самым авторы оправдали ожидания поклонников. Поскольку пятая часть серии позиционировалась как своего рода повторение и переосмысление событий первого фильма, среди фанатов появилось предположение, что в картине 2022 года был ещё один убийца, который наставлял Ричи и Эмбер, — так было с Билли и Стю, за действиями которых стоял брат Сидни, Роман Бриджес, появившийся лишь в «Крике 3».
Между собой авторы картины называли главного убийцу в поношенной маске «Призрачное лицо Альфа» (англ. Ghostface Alpha). Режиссёры пытались найти баланс с тем, чтобы дать зрителям достаточно подсказок относительно личностей убийц, при этом не сделав их слишком очевидными; однако им это не всегда удавалось: «Я думаю, эпизод, который сильно бросается в глаза, — мы обсуждали его во время монтажа и пытались снять его по-разному — эпизод после нападения в квартире Сэм и Тары, в диалоге между Дермотом и Мелиссой: „Если ты угрожаешь моей семье, ты умрёшь“. Они произносят это так просто — и именно это происходит через 45 минут!».
Ещё одна фраза, которая вызвала сомнение у создателей, звучит в полицейском участке во время допроса Сэм и Тары: «„Ну, я — отец Куинн, поэтому я могу поручиться за неё. Так что здесь вопросов нет“. И сёстры переглядываются. Это один из тех моментов, которые, как мне кажется, должны быть именно такими, в духе „Крика“. Всё вполне конкретно указывает на подозреваемого, а зритель такой думает: „Ну, это слишком очевидно. Не может быть, чтобы это были Куинн или Бэйли“».

## Кастинг

### Участие Кэмпбелл
Незадолго до выхода в прокат пятой части серии Нив Кэмпбелл выразила готовность сняться в новом фильме. Однако 6 июня 2022 года стало известно, что она отказалась от участия в проекте из-за условий её контракта и гонорара, сделав официальное заявление. Портал «IndieWire» отметил, что «актриса снималась в фильмах франшизы „Крик“ на протяжении 26 лет — эта новость стала концом целой эпохи».
«Как женщине мне пришлось очень много работать, чтобы мой труд был оценен по достоинству, особенно когда дело касается „Крика“. Я почувствовала, что предложение, которое мне было сделано, не соответствует той ценности, которую я привнесла во франшизу. Это было очень трудное решение — двигаться дальше. Всем моим поклонникам по „Крику“: я люблю вас. Вы всегда невероятно поддерживали меня. Я бесконечно благодарна вам и тому, что эта франшиза дала мне за последние 25 лет».
Дэвид Аркетт не остался в стороне, высказав своё мнение: «Я хочу видеть её в продолжении. Фильм „Крик“ без Сидни обречён на провал, но я понимаю её решение. Это бизнес — они должны учесть все факторы, чтобы соблюсти бюджет и снять фильм». Мэттью Лиллард также прокомментировал решение бывшей коллеги, сравнив её с Томом Крузом: «Подумайте об этом. Том Круз получит меньше денег за „Лучшего стрелка 5“? Да ни хрена. Так почему женщина должна получить меньше? Почему бы не платить ей больше с каждой новой частью? „Крик 5“ разве не был хитом? Он взорвал кассу. Они заработали кучу денег? Да! Должна Нив Кэмпбелл получить деньги за работу над пятью фильмами франшизы? Да! Потому что она — ведущая актрисы одной из самых успешных хоррор-франшиз. Это просто бесит». Джасмин Савой Браун, Эмма Робертс и Джейми Кеннеди также публично высказались в поддержку решения актрисы, а также отметили её вклад в развитие франшизы. В интервью «Jake’s Takes» Робертс сказала: «Кто-то прислал мне эту новость прошлым вечером, и я подумала, что это не может быть правдой. Это фейк! Я хочу сказать — она же королева! Какие ещё могут быть вопросы?». Сара Мишелль Геллар, снимавшаяся с Кэмпбелл в фильме «Крик 2», сказала в интервью порталу «Hollywood Life»: «Нив — очень умный, удивительный человек. Я уверена, что вне зависимости от обстоятельств, личных или профессиональных, у неё были веские причины для такого решения, потому что она очень любит своих зрителей, поклонников, и она очень гордится этими фильмами. Не зная подробностей, это всё, что я могу сказать».
За несколько месяцев до выхода фильма режиссёры Мэтт Беттинелли-Олпин и Тайлер Джиллетт в интервью «Total Film» подтвердили, что Сидни Прескотт отсутствует в шестом фильме, но авторы не исключают её возвращения в будущих сиквелах. Как бы там ни было, в сценарии картины есть несколько упоминаний персонажа. Таким образом, шестая часть стала первой в серии, где не снялась Кэмпбелл, а также Дэвид Аркетт в роли Дьюи Райли.
Многие поклонники франшизы сочли странным, что создатели фильма и актриса не смогли договориться относительно её участия в новом фильме, хотя обе стороны были в этом заинтересованы. Некоторые сторонники этой теории пришли к выводу, что Сидни неожиданно может стать главным антагонистом шестого фильма, а её персонаж появится в следующих частях в качестве Призрачного лица. В пользу этой теории говорит ещё одно интервью Кевина Уильямсона о том, что новый фильм очень отличается от предшественников: «Это не похоже на шестую часть. Скорее, это большое, огромное, свежее переосмысление. Люблю, люблю, люблю, люблю. Я смотрел фильм с широкой улыбкой на лице. Думаю, это всё сразу и даже больше. Переезд в Нью-Йорк был потрясающим решением. Фильм кажется новым, свежим. Это действительно классная история, других мнений быть не может. Я очень доволен тем, как всё получилось. Я в предвкушении, невероятно взволнован».
В конце июня 2022 в сети появились слухи, что студия «Paramount» всё же договорилась с актрисой о её участии в проекте — она появится в небольшой роли в шестом фильме, но станет одним из центральных персонажей седьмой части. Об этом в «Twitter» написал пользователь ViewerAnon, который в большинстве случаев был достоверным источником информации о проектах киновселенной «Marvel». Однако, в итоге актриса не приняла участие в фильме, но посмотрела картину перед участием в одной из фанатских конвенций: «Я никогда не желала этому фильму провала. Я надеялась, что он будет хорош. […] Они проделали хорошую работу. Актёрский состав получился очень сильным, они замечательные актёры».

### Старые персонажи
В марте 2022 года Кортни Кокс подтвердила своё участие, сообщив, что уже прочитала сценарий новой части. 6 числа Кокс официально подтвердила, что снимается в продолжении. Актриса назвала своей самой любимой сценой во всей франшизе эпизод в квартире Гейл: «Это была большая часть моих съёмок. Они потребовали физической подготовки. Это самая любимая сцена в „Криках“, потому что мне пришлось по-настоящему драться с Призрачным лицом».
В мае 2022 стало известно, что Мелисса Баррера, Дженна Ортега, Мейсон Гудинг и Джасмин Савой Браун вернутся к своим ролям.
Баррера отметила, что после первого прочтения сценария, образ Сэм немного изменился: «Я очень, очень хотела убедиться, что мы больше изучим внутренний мир Сэм, погрузимся в глубины её сознания, потому что это была причина, по которой я изначально хотела сыграть Сэм. Причина, по которой она меня привлекла в пятом „Крике“, была такой: „Боже мой, здесь столько потенциала. Как она будет развиваться?“. И я хотела убедиться, что в шестом фильме мы увидим больше слоёв её характера. Она была не просто крутая девушка, старшая сестра-защитница, которая возвела вокруг эти стены. Я подумала: „Хорошо. А что произойдет, когда эти стены рухнут?“».

### Возвращение Панеттьер
В мае 2022 года актриса Хейден Панеттьер сообщила, что вновь сыграет Кирби Рид, выжившую после событий фильма «Крик 4», — это её первая за последние 5 лет роль в кино. По словам авторов, им было не просто найти актрису и связаться с ней: «Мы такие: „Где Кирби?“. Мы не смогли её найти. У неё нет агента. Она вроде как исчезла. В конце концов, мы нашли её через общих знакомых, занятых в „Нэшвилле“». Работая над пятым фильмом, у режиссёров была идея вернуть персонажа Кирби во франшизу: «Гай и Джейми сказали Хайден: „Мы любим Кирби. Мы любим тебя. Мы хотим, чтобы ты была в этом фильме. Мы не уверены, что в нём есть место для Кирби сейчас, но сможешь ли ты вернуться к роли в будущем, если нам посчастливится сделать ещё один фильм?“ Она ответил: „Да, с удовольствием. Это так много значило бы для меня, я буду счастлива стать частью новой истории“. После этого звонка мы решили немного подождать и сделать своеобразное камео для поклонников. Это дало персонажу не так много, но мы чувствовали, что это важно для Кирби». Тогда Панеттьер не снималась в кино — по словам режиссёров, «это была самая милая встреча по „Zoom“».
Создатели фильма много размышляли над образом персонажа: «Мы хотели, чтобы она действительно была частью истории и была подозреваемой. Одна из вещей, о которых мы с Гаем говорили ранее, это то, что 11 лет — это долгий срок. Переход от предполагаемой смерти в „Крике 4“ к 30-летнему возрасту. Мы много обсуждали, что этот опыт сделал с ней. Направило ли это её жизнь в другое русло? Мы подошли к строчке „Я больше не хочу бояться монстров, я хочу, чтобы монстры боялись меня“ и закрепили эту идею в персонаже. Для нас было логично, что она выберет профессию, в которой сможет защитить других людей от того, что произошло с ней самой».
Увидев трейлер картины, многие поклонники сразу пришли к выводу, что Кирби стала полицейским или агентом ФБР, — так, например, она могла оказаться новым убийцей и собрать «святилище» из вещественных доказательств, показанных в трейлере. Ближе к релизу картины это предположение лишь крепло — по мнению фанатов, события четвёртой части нанесли героине тяжёлую травму, вынудившую её ступить на тёмный путь и стать главным убийцей шестой части. 14 февраля 2023 года ViewerAnon ретвитнул пост с официальной страницы франшизы с постером, на котором изображена Кирби, — сообщение сопровождалось короткой фразой, которая указывает на возвращение Чарли из «Крика 4», но речь шла о ноже, которым он нанёс удар Кирби, а не о самом персонаже.

### Другие актёры
Каждый актёр, проходивший прослушивание, должен был прочитать монолог своего персонажа и убийцы в костюме Призрачного лица — таким образом студия, в том числе, пыталась сохранить в тайне личность убийцы в новом фильме. Кроме того, актёры, в итоге сыгравшие убийц, не знали, что они играют маньяков до съёмок финальной сцены: «Один из лучших моментов во всей этой истории в том, что они вообще не получили сценарий „третьего акта“. Так что они примерили свои костюмы, а потом мы подошли к ним со словами: „Есть ещё кое-что, что вы должны примерить“, а затем мы принесли мантию Призрачного лица и маску. Вот как они узнали обо всём», — рассказал продюсер Чад Виллелла. 3 июня стало известно, что Дермот Малруни сыграет в фильме роль полицейского — изначально его персонажа звали детектив Уильямс. По словам Марлуни, его агент сказал: «Хорошие новости: нам звонят из „Крика 6“, они хотят тебя, они не могут много рассказать, но они отметили, что ты играешь плохого парня. Они не называли его Призрачным лицом, а просто „плохой парень“».
16 июня было объявлено о том, что Джек Чэмпион, Лиана Либерато, Дэвин Некода и Джош Сегарра присоединились к проекту. После выхода фильма в одном из интервью авторы сказали, что именно Куинн в исполнении Лианы Либерато напала на Гейл и убила Брукса в квартире журналистки: «После критики, которую мы получили относительно того, что именно Эмбер убила Дьюи в пятом фильма, мы специально сделали так». Между тем, Джек Чэмпион стал самым молодым актёром, сыгравшим убийцу Призрачное лицо, — на момент съёмок ему было всего 17 лет.
23 июня было объявлено, что Генри Черни получил роль в фильме. 14 июля стало известно, что Самара Уивинг и Тони Револори снимутся в фильме. Уивинг и Черни уже снимались вместе в фильме «Я иду искать» (2019), а Ортега и Уивинг работали над комедийным фильмом ужасов «Няня. Королева проклятых» (2020).

### Камео
Режиссёр Тайлер Джиллетт появляется в эпизоде в метро, перед тем как Тара спрашивает, сколько остановок им ехать, — у него на голове мясной тесак; в этой же сцене Мэтт Беттинелли-Олпин одет как Курт Кобейн: «Это около 12 кадров, если не меньше. Просто короткая вспышка, но мы всё же появляемся в фильме, хотя очень ненадолго. Лучшие 12 кадров в фильме, определённо самые страшные». Архивное видео Джека Куэйда появляется в одной из финальных сцен картины — оно было использовано с разрешения актёра. Куэйд также переозвучил несколько реплик для шестого фильма. Комедиант Тим Робинсон озвучил бойфренда Куинн, который спрашивает девушку, кто такой Пол. Скит Ульрих вновь появился в роли Билли Лумиса в видениях Сэм, — сцена с участием актёра была отснята за 40 минут.

## Производство

### Режиссура
В отличие от предыдущих частей, работа над фильмом шла гораздо проще, без постоянного стресса — по словам Вандербилта, после высоких ожиданий от пятого фильма, режиссёрам и сценаристам было предоставлено большей творческой свободы: «Думаю, это было больше волнение, чем давление. Мы всегда действительно хотели поступать, как будет правильно для франшизы, и мы в первую очередь её фанаты. Я ходил на все остальные фильмы, к которым не имел никакого отношения, в день премьеры. Меня до сих пор приводит в восторг осознание того, что Кевин Уильямсон знает, кто я такой. Нам нравится законченность. С пятым фильмом мы хотели, чтобы это была полноценная история. Если у нас только один шанс, надо сделать всё правильно. Мы не планировали историю заранее на несколько фильмов. И когда мы начали шестую часть, мы поняли, какую именно историю хотим рассказать. Так работали Уэс и Кевин. При создании «Крика 2» они не задавались вопросом: «А что будет в „Крике 3“?». Один фильм за раз, и это очень творческий способ снять продолжение».
Джеймс Вандербилт, Пол Найнштейн и Уильям Шерак из «Project X Entertainment» выступили в качестве продюсеров картины, а Чед Виллелла, Кэти Конралд, Марианн Маддалена и Кевин Уильямсон работали над проектом как исполнительные продюсеры.

### Съёмки
Съёмки должны были начаться 6 июня 2022 года в Канаде, в городе Монреале — «Крик 6» стал первым фильмов франшизы, снимавшимся за пределами США. Чуть позже начало перенесли на 9 июня — в связи с новостями о том, что Кэмпбелл покинула проект. 11 июня в сети появились первые фотографии со съёмочной площадки. 14 июля были опубликованы фото со съёмок сцены участием Кортни Кокс, Мелиссы Баррера и Дженны Ортега. Ровно через месяц — 14 августа — Кокс сообщила у себя на странице в «Instagram», что завершила работу над фильмом — актриса опубликовала шуточное видео, на котором её в собственном доме преследует Призрачное лицо. 6 августа Хейден Пенеттьер опубликовала первое фото с площадки. Съёмки завершились в конце лета, а общая фотография с актёрами и членами съёмочной группы была выложена в сеть 30 августа.

## Дизайн

### Новая маска
«Каждый рукав состоит из шести частей — отсылка к порядковому номеру фильма франшизы. Я называю их «крыльями призрака». Но три костюма сделаны из классической ткани, ещё мы нашли эту блестящую прозрачную ткань, с которой мне обычно не нравится работать, но для костюма на Хэллоуин она идеальна. Это важно для фильмов, насколько властным, большим и устрашающим выглядит Призрачное лицо. Поэтому, когда я пришила сверху полупрозрачную ткань, он стал более зловещим и жутким. Когда мы проводили тестовые съёмки, он выглядел странно — одновременно красивым и ужасающим. Поэтому я решила сделать по шесть накладок на каждом рукаве, чтобы показать, что мы в фильме номер шесть».
За дизайн костюмов в фильме отвечала Эйвери Пльюис (англ. Avery Plewes) — это она работала над свадебным платьем Грейс Ломас в фильме «Я иду искать». Одни из самых сложных задач, стоявших перед Пльюис — работа над обновлённой версией маски и чёрного балахона Призрачного лица: «Я была взволнована и абсолютно напугана. Я сказала режиссерам: „Вы знаете, что маска сделана из силикона, — я тот человек, который всегда хочет сделать всё максимально точно“. Во-первых, это голливудский фильм. У нас нет задачи достоверно изобразить старую, поношенную маску. Я начала экспериментировать, просмотрев множество изображений кукол с потрескавшимися глазами из фарфора и пластика. Это и стало вдохновением».
«Я работала с Вэл, это невероятный художник. Она работала с нами, чтобы не упустить ни одну малейшую деталь: нужна трещина здесь, прожжённая дыра здесь. Маска Призрачного лица была в буквальном смысле эскизом на чертёжной доске. Я рисовала на ней. Эр-Джей из компании „Fun World“, которой принадлежат права на Призрачное лицо, был очень щедр и отправил нам кучу масок. Благодаря этому мы смогли доработать обновлённый образ. Так что да, это произошло органично. Коллектив „Radio Silence“ и я любим работать вместе, поэтому никогда не возникает страха: „О, мне нужно пойти в костюмерную“. Это похоже на „приходите посмотреть на мою задумку“. Также они общались и с Вэл. Я отправляла им фотографии и видео, показывая, как это выглядит при определённом освещении. Мы также добавили блики и затемнения, чтобы в некоторых местах маска казалась более пустой». Пльюис также отметила, что все предыдущие маски отличаются друг от друга: «Мы также хотели показать преемственность — изменения масок в различных частях, показать хронологию событий. Так и возникли разные версии маски. Мы хотели, чтобы различия были достаточно очевидными. Например, когда Тара на допросе говорит детективу Бэйли: „О, это не та маска“. У нас как бы были маски „X“, „Y“, „Z“. Мы хотели, чтобы каждая маска имела свою собственную изюминку, чтобы можно было точно определить принадлежность каждой маски». Костюмы всех предыдущих убийц для эпизода в «святилище» были воссозданы командой дизайнеров по эскизам специально для шестой части — как и весь остальной реквизит, появившийся в этой сцене.

### Одежда
Работая над образом Гейл Уэзерс, Плюис постоянно консультировалась с актрисой Кортни Кокс: «Кортни знает Гейл лучше, чем кто-либо из нас. Она очень открыта для сотрудничества и восприимчива, она — главный эксперт по Гейл. Я сказала: „В этой истории я гостья, я предложу свои идеи, и мы сделаем так, чтобы вы выглядели шикарно“. Никто не превосходит Кортни Кокс в знаниях о Гейл. Гейл Уэзерс — икона. Мне нравится исследовательский элемент в моей работе, независимо от того, над каким проектом я работаю. В самом начале я пересмотрела все части, а затем читала статьи в Интернете о её стиле, деталях прошлой одежды, её ярком образе. Это было главное примечание от Кортни: „Гейл — яркая. Она всегда такая“. Несколько раз она носила коричневое и белое — но, в основном, это яркие цвета. В этом фильме ей нужен костюм журналиста, а также повседневный и неформальный наряды, и, наконец, спортивный образ. Насколько я помню, раньше в фильмах у неё не было такого разнообразия в одежде».
По словам Пльюис, стиль Гейл в предыдущих фильмах напомнил ей работы Кристофера Джона Роджерса (англ. Christopher John Rogers) — дизайнера из Нью-Йорка с яркими, красивыми, красочными, радостными образами; в своё время Пльюис хотела поработать с ним и его командой над другим фильмом, но тогда ничего не вышло — в этот раз Роджер заинтересовался, выбрал синий цвет и отправили несколько костюмов Пльюис, а она переслала их Кортни Кокс: «У нас даже были примерки по видео в Zoom из-за COVID: мы выходили на связь с Айвой Тейлор в Лос-Анджелесе». «Мой выбор — яркие и живые цвета для Гейл Уэзерс. Сейчас она стала классическим персонажам, — если бы её выпустили в виде коллекционной фигурки, вы бы сразу узнали её по костюму. Она могла бы быть стать такой фигуркой — таким и был мой подход к работе над образом Гейл». Пльюис также отметила одну особенность образа самой Кортни Кокс: «Она носит перстень с буквой „W“ — как память о режиссёре Уэсе Крэйвене (англ. Wes Craven) и персонаже — Гейл Уэзерс (англ. Weathers). Крэйвен стоит у истоков всего. Поэтому я подумала, что очень важно сохранить память о нём. Я хотела, чтобы мы чувствовали, что он всё ещё с нами. Поэтому и Кирби, и Тара носят жилетки, — это его любимая часть гардероба».
В работе над костюмами других персонажей Пльюис хотела показать, что это продолжение истории, и что герои стали старше: «Теперь они живут в Нью-Йорке. По словам Минди вся франшиза основана на наследии. Так что в её костюмах есть много маленьких деталей, которые отсылают к квир-наследию Нью-Йорка, что, как мне кажется, важно, потому что Нью-Йорк, по иронии судьбы, является безопасным местом для квир-людей. Здесь Минди встретила Анику. Она находит себя и свою внутреннюю силу. Я хотела, чтобы её костюмы отражали это. Чад по-прежнему очень милый спортсмен, и, очевидно, что он любит одежду со школьной атрибутикой, но на этот раз это колледж. Для Тары мы вновь взяли нежно-розовый цвет, который Эмили Ганшор определила, в конце концов, как цвет Тары. И Сэм — она наша Линда Гамильтон, и поэтому в её одежде преобладает утилитарный аспект, который был выбран в предыдущей части. Бомбер на самом деле куртка из армейского магазина, которую мы перекроили, чтобы она больше подходила по фигуре Сэм».

### Реквизиты
Как рассказал производственный дизайнер Мишель Лалиберт (англ. Michèle Laliberté), в этом эпизоде использовались реквизиты из «Криков», а не из вымышленных фильмов «Удар ножом»: «Мы просмотрели все фильмы и составили список всех убийств и всех жертв. Единственный предмет из „Удара ножом“ был взят из „Крика 3“, в котором рассказывалось о съёмках вымышленной картины». У авторов не было прав на использование фотографий актёров со съёмок предыдущих фильмов, поэтому для шестой части нарисовали портреты карандашом. Когда персонажи оказываются в «святилище», где собраны различные предметы, преимущественно вещдоки с мест преступлений Призрачного лица, можно увидеть множество копий значимых предметов и костюмов из предыдущих фильмов:
- «Крик»: Школьная куртка Стива Орта и кусок скотча, которым ему заклеили рот в открывающей сцене; красный халат, в который был одет Стю на вечеринке; телевизор, который упал на голову Стю — предположительно, это привело к смерти маньяка; кофточка и юбка Татум Райли, в которые она была одета в момент своей гибели; белая майка Билли Лумиса, в которой он умер в финале картины; куртка, бейсболка и видеокамера оператора Гейл, Кенни; верёвка, на которой повесили Кейси Бейкер; майка Ренди с логотипом видеопроката, где он работал
- «Крик 2»: Сувенирная продукция по фильму «Удар ножом»; маска, использованная в театральной постановке о провидице Кассандре; часть декорации в форме звезды, к которой привязали Дерека; костюм миссис Лумис.
- «Крик 3»: Сценарий и другие производственные материалы фильма «Удар ножом 3: Возвращение в Вудсборо»; испорченная в результате взрыва факс-машина, с помощью которой убийца отправил последние строчки, которые прочитал перед своей смертью актёр Том Принц; модулятор голоса; баннер «С Днём Рождения, Роман!»; сковородка, с которой убийца напал на телохранителя Стивена Стоуна.
- «Крик 4»: Кофточка Оливии Моррис, в которую она была одета в момент гибели; рубашка Джилл Робертс из финала; нож, которым Чарли ударил Кирби; форма офицера полиции Вудсборо и флаг старшей школы Вудсборо.

Также в кадре появляются все книги, написанные Гейл Уэзерс. Также в зале представлен стенд, посвящённый Дьюи Райли, где демонстрируются его фотографии, портреты, значки и пистолет. Личные и архивные фотографии Дэвида Аркетта со съёмок в святилище были использованы в качестве дани уважения персонажу.

### Сцена в метро
Образы пассажиров в метро, одетых в костюмы для Хэллоуина, — также заслуга Пльюис: «Сцена в метро, которой я была одержима, — наверное, до раздражающей степени. Хэллоуин был моим любимым праздником в детстве, у меня всегда было несколько костюмов; потому что я говорила маме, что не хочу их больше носить, я придумывала новые. В этом фильме дошло до того, что мой супервайзер по костюмам, человек, который следит за бюджетом, сказал: „Ты должна перестать придумывать идеи костюмов на Хэллоуин, потому что у нас не так много тел, чтобы одеть всех в соответствии с твоими с идеями“. Я словно вернулась в детство. Так что да, сцена в метро — я была взволнована. И „святилище“. Я чувствую, что музей — это детище художника-постановщика Мишель Лалиберт, а эпизод в метро — полностью моё. Было много идей, что должно быть в вагоне метро: например, Бабадук, о котором говорит Дженна в предыдущем фильме. Затем я хотела, чтобы была отсылка к „Зомби по имени Шон“ в одном поезде с Минди, потому что Кирби и Минди связаны фильмами ужасов, а ещё Кирби смотрит этот фильм в четвёртой части. Огромное внимание к деталям, всё происходящее чётко выверено. Там ведь не только фильмы ужасов, но и культовые жители Нью-Йорка. Мы просмотрели все фильмы Уэса Крэйвена и выбрали несколько ярких костюмов, другие важные фильмы, классические ужастики, которые все знают и любят, новые фильмы. Там есть „«Солнцестояние“. Было так весело, в тот съёмочный день я словно была на небесах».
В съёмках этой сцены было создано около 200 костюмов для 140 участников массовки — 45 человек появились в фильме несколько раз в различных образах: «Мы начали с персонажей Уэса Крэйвена, затем перешли к злодеям из списка лучших, новым и старым, а затем к образам, которые кажутся действительно актуальными сегодня, которые являются частью духа времени. „Крик“ — это всегда мета и отсылка к духу времени. Присмотритесь, и увидите работы Ари Астера, Джордана Пила, у нас в метро были даже зомби из „Рассказа служанки“. Мы хотели, чтобы Минди чувствовала себя запуганной не только элементами ужасов, но и патриархальными образами, которые действительно её раздражают». Отсылки к работам Крэйвена включают в себя:
- «Последний дом слева» (1972): Сэйди
- «Смертельное благословение» (1981)
- «Кошмар на улице Вязов» (1984): Фредди Крюгер
- «Смертельный друг» (1986) Саманта Прингл
- «Электрошок» (1989): Хорас Пинкер и Эллисон Клемсон
- «Люди под лестницей» (1991): Отец и сын
- «Вампир в Бруклине» (1995): Отец Поли и детектив Рита Видер

В этом эпизоде можно увидеть людей в костюмах персонажей из фильмов ужасов: Пинхеда, Бабадука, демона Валака в образе монахини, Грейс Ле Домас из фильма «Я иду искать» (её сыграла Самара Уивинг, режиссёрами картины были Мэттью Беттинелли-Олпин и Тайлера Джиллетт, а сценарий написал Гай Бьюсик); также есть отсылки к фильмам «Кошелёк или жизнь» (2007) и «Ублюдок» (2014). Кроме того, в кадре появился Крип из «Калейдоскопа ужасов», Коламбия и Маджента из «Шоу ужасов Рокки Хоррора». Оборотень из «Американского оборотня в Лондоне», кукла Чаки из «Детских игр», двойники семьи Уилсон из «Мы», девочки-близнецы Грэйди из «Сияния», Каяко Саэки из «Проклятия». Также в толпе можно заметить персонажей Зигги Стардаста (образ был создан музыкантом Дэвидом Боуи) и Кармину Мору — она же Художница — из игры «Dead by Daylight». Также среди пассажиров — человек в костюме художника Энди Уорхола; персонаж Сэма Нилла в фильме ужасов «В пасти безумия».
В интервью порталу «CBR» режиссер Мэтт Беттинелли-Олпин и исполнительный продюсер Чад Виллелла рассказали о трудностях во время съёмок незабываемой сцены в метро — у них возникли сложности с тем, чтобы найти настоящий вагон и сделать его пригодным для съёмок, это было сложно с точки зрения логистики и бюджета; на этапе подготовки к съёмкам велось обсуждение того, чтобы вырезать эпизод из сценария: «Проблемы начались ещё на начальном этапе, когда мы поняли, что понятия не имеем, как получить настоящий вагон. Про себя мы думали, что получим его, модернизируем и сделаем так, чтобы сцена выглядела правдоподобно. Потом мы узнали, что нашлась парочка вагонов. Мы попытались переместить их на студию, но они были слишком тяжёлыми и постоянно опрокидывались. Правильная транспортировка обошлась бы нам в очень приличную сумму. У нас было так много обсуждений. Треть периода препродакшена была такой: „Как мы сделаем этот эпизод в метро?“. Было нескольких моментов, когда мы думали: „Может нам просто вырезать эту сцену?“. Но мы одумались: абсолютно нет, ни при каких чёртовых обстоятельствах».
Однако «непоколебимая решимость съёмочной группы и совместные усилия в конечном итоге окупились — все отделы, от дизайна декораций и строительства до костюмов, объединили свои усилия, чтобы создать реалистичную, захватывающую копию вагону, отражающую суть системы метро Нью-Йорка»: «Это было свидетельством того, насколько замечательными были все члены нашей команды. Все работали вместе, чтобы понять: „Как мы можем добиться нужного эффекта? Как мы можем его построить? Как мы можем создать что-то, что, как кажется, находится в движении?“ Это рукопожатие между всеми отделами, включая дизайнеров костюмов. „О, мы должны сделать 200 разных костюмов? Они не могут все выглядеть профессионально?“. Можно долго говорить, что это было за рукопожатие, и каждый превзошёл наши ожидания. Я помню, когда мы пришли на съёмочную площадку, реакция была такой: „Это всего лишь метро. Я чувствую, что мы в Нью-Йорке“, а это именно то, что нам нужно. Это не было похоже на съёмочную площадку. Было ощущение, что мы были там».

## Постпроизводство

### Монтаж
4 февраля 2023 года стало известно, что продолжительность картины составила 123 минуты — это самая длинная часть во франшизе. Мэтт Беттинелли-Олпин называет вышедший фильм «режиссёрской версией»: «Мы не могли в это поверить, заканчивая работу над фильмом. По сути, это — режиссёрская версия. Нам не навязывали никаких творческих решений, не вносили принципиальных правок. Не было вырезано ничего из того, что мы хотели оставить в фильме. Они даже спросили нас, хотим ли мы включить удалённые сцены, но мы отказались. Их нет в фильме, потому что мы не хотим, чтобы они были там. Это был немного хаотичный, но очень приятный опыт. На самом деле, мы удалили из фильма не так много. И не переживаем из-за этого».

### Удалённые сцены
Ряд сцен, реплик и диалогов не попали в финальную версию картины, хотя часть из них была отснята:
- В полицейском участке Кирби и детектив Бэйли рассматривают доску с подозреваемыми: «Бэйли как бы повторяет то, что Куинн сказала ранее Таре о том, что его сын умер; он переехал в город, чтобы быть ближе к дочери; что его жена ушла от него, потому что не могла больше смотреть на него; потому что он напоминал ей об их мёртвом сыне. Мы старались сделать Бэйли подозреваемым. И именно статичность в кадре использовалась для повторения информации, которая уже была у зрителей. Между ними был замечательный момент, когда он спросил её, была ли она замужем. Она говорит: „Была и попрощалась“ — то есть она в разводе. Он отвечает: „Я уверен, что ты найдёшь другого“. И она спрашивает: „С какой ты планеты?“. Он говорит ей: „Я со Среднего Запада“. Это был важный, нежный момент, который, в конце концов, мы вырезали»[14].
- Сэм, уходя из офиса своего психоаналитика доктора Стоуна, видит фигурку Призрачного лица[35].
- Перед своей «смертью», Куинн слышит звуки из ванной и находит в ней труп Пола — сцена была отснята, но не попала в финальную версию фильма[17].
- Детектив Бэйли прибывает на место убийства Куинн в квартире Сэм и Тары, — по мнению режиссёров, «он не сработал так, как они рассчитывали»: «Одной из немногих сцен, которые мы сняли, был эпизод, где Дермот стоит над телом своей дочери, затем входят несколько других полицейских, и он говорит им, чтобы они убирались, что никто не прикоснётся к её телу, кроме него. И это было странно. Если ты стоишь за всем этим, почему она всё ещё там лежит? Было достаточно времени для действий, и возникло множество вопросов при повторном просмотре сцены. Если вы знаете, кто убийцы, нужен ли этот эпизод? Нам нужен был эпизод, в котором будет смысл после просмотра картины, когда зрители узнают, что скрывается под маской. Это было важно для нас»[20].
- Сцена в парке была длиннее — по аналогии с персонажем Ренди в «Крике 2», Чед и Минди ходят по парку в поисках звонящего убийцы, пока маньяк говорит по телефону с Сэм[81].
- Во время нападения на Гейл в её квартире был небольшой эпизод перед погоней, в которой Призрачное лицо и журналистка замирают на время, глядя друг на друга «словно гладиаторы», — у «нас было ощущение, что этот эпизод не подходит атмосфере фильма, и мы вырезали его», — говорит Мэтт Беттинелли-Олпин[14]. Также в фильм не попала фраза Призрачного лица «Я — нечто иное»; высказывание из этой сцены звучит в многочисленных трейлерах картины[82].
- Сцена предполагаемого убийства Чеда была ещё более кровавой — авторы решили вырезать несколько ударов ножом в живот, посчитав, что зрители не поверят в то, что персонаж мог выжить после полученных ранений; как бы там ни было, решение оставить Чеда в живых — как и Кирби и Гейл — вызвало волну критику среди зрителей из-за своей неправдоподобности[81].
- Благодаря нескольким удалённым из финальной части реплик, зрители могли узнать от семьи убийц, что Итан помог детективу Бэйли убить собственную мать, потому что она понимала, что они сумасшедшие, — об этом в интервью рассказала Лиана Либерато: «Этот диалог вырезали! Это было нечто. Эта фраза всегда заставляла меня хихикать во время съёмок, потому что я каждый раз думала: „Это безумие. Не могу поверить, что мы убили нашу мать“»[83].
- Сцена с Гейл в госпитале, из которой зрители и герои узнают, что она выжила: «Одно время у нас был монолог, который она произносит с больничной койки. Но этот фрагмент казался лишним для концовки картины, в которой главными были сёстры Карпентер. Но мы никогда не планировали убивать её», — рассказал Тайлер Джиллетт[84].

### Музыка Тайлера и Фолконера
Композитором картины стал Брайан Тайлер, работавший над саундтреком предыдущей части. В январе 2023 было объявлено, что Стивен Фолконер (англ. Sven Faulconer) написал музыку вместе с Тайлером. Также в сцене разговора Гейл и Сэм в кинотеатре звучит фрагмент композиции «Brothers», написанной Хансом Циммером к фильму «Сломанная стрела», — отрывок из неё звучал в «Крике 2» как музыкальная тема Гейл и Дьюи. Когда Тара и Сэм выходят из полицейского участка, где их ждут журналисты, звучит фрагмент трека «Trouble In Woodsboro», написанного Марко Белтрами для первой части. В начале фильма в квартире Джейсона и Пола звучит музыка композитора Фреда Моллина к фильму «Пятница, 13-е — Часть 8: Джейсон штурмует Манхэттен», который идёт по телевизору в этом эпизоде.
10 марта альбом с 38-ью инструментальными композициями к фильму от «Paramount Music» стал доступен онлайн на платформе «Amazon Music». Альбом «Scream VI: Music From The Motion Picture» от лейбла «Varese Sarabande» запланирован к выходу на двух CD в сентябре 2023 года, а выход на виниле состоится в декабре.
| №   | Название               | Длительность |
| --- | ---------------------- | ------------ |
| 1.  | «Scream VI Suite»      | 6:15         |
| 2.  | «Prelude»              | 0:42         |
| 3.  | «Something Red»        | 2:36         |
| 4.  | «Walk It Off»          | 1:32         |
| 5.  | «Warmer Colder»        | 4:28         |
| 6.  | «Sam At The Shrink»    | 2:44         |
| 7.  | «Sam & Danny»          | 2:35         |
| 8.  | «Not Overreacting»     | 0:47         |
| 9.  | «Bodega Terror»        | 2:29         |
| 10. | «Stalking The Aisles»  | 1:17         |
| 11. | «Stuck In Town»        | 2:29         |
| 12. | «Last Therapy Session» | 1:39         |
| 13. | «It's A Franchise»     | 3:26         |
| 14. | «Ghostface History»    | 1:51         |
| 15. | «Sam Is Suspect»       | 0:47         |
| 16. | «The Core Four»        | 1:51         |
| 17. | «Apartment Mayhem»     | 7:16         |
| 18. | «Don't Trust Anyone»   | 1:09         |
| 19. | «Off The Case»         | 1:00         |
| 20. | «The Shrine»           | 4:35         |
| 21. | «Game Recognize Game»  | 0:45         |
| 22. | «Make Your Own Family» | 1:32         |
| 23. | «No Press Allowed»     | 0:36         |
| 24. | «Tracing The Call»     | 2:02         |
| 25. | «Gale's Apartment»     | 4:37         |
| 26. | «Gale vs. Ghostface»   | 2:42         |
| 27. | «Tara's Plan»          | 2:06         |
| 28. | «Two Subways»          | 5:48         |
| 29. | «Kill Box»             | 1:49         |
| 30. | «Trapped»              | 2:04         |
| 31. | «Tara & Chad»          | 0:52         |
| 32. | «Theater Ambush»       | 2:28         |
| 33. | «Standoff»             | 2:44         |
| 34. | «Revelations»          | 3:57         |
| 35. | «The Grand Finale»     | 3:38         |
| 36. | «Revenge»              | 2:46         |
| 37. | «Together»             | 2:36         |
| 38. | «Haunted»              | 0:32         |

## Саундтрек

### «Still Alive» Деми Ловато
15 февраля певица Деми Ловато разместила на странице в Twitter своё фото, стилизованное под постеры персонажей фильма, опубликованные несколькими днями ранее — изображение рекламирует её новый сингл «Still Alive», записанный для картины. В тексте сообщения была ссылка на рекламный сайт с предзаказом композиции — релиз трека состоялся 3 марта 2023 года. Кроме того, на сайте опубликован номер +1 (214) 441-6795, позвонив по которому человеку ответит голос Призрачного лица в исполнении Роджера Джексона, а затем начнётся воспроизведение превью песни. Аккаунт фанатского сайта «HelloSidney.com» в Twitter опубликовал 30-секундное аудиопревью в тот же день.
Позже в соцсетях был опубликован видеоролик с интервью Ловато, в котором актёр Мейсон Гудинг напугал певицу, переодевшись в костюм Призрачного лица. 2 марта в Instagram было опубликовано превью музыкального клипа на песню. В тот же день на канале певицы на YouTube было опубликовано полное видео, набравшее более 643 тысяч просмотров за первые 2 дня с момента публикации.

### «In My Head» Майка Шиноды
Майк Шинода из группы Linkin Park сообщил, что запишет сольную композицию для саундтрека фильма: «До этого года я много писал и продюсировал для других людей. Но недавно мне захотелось записать песню для себя. Новая композиция появится в фильме „Крик 6“. Вышло так, что они обратились ко мне: „Поможете нам с музыкой для фильма?“. И в разговоре я включил им что-то, и они такие: „Боже мой, мы можем это использовать?“». Трек под названием «In My Head», написанный Шинода и исполненный совместно с певицей Кайли Морг, вышел 10 марта. Музыкант также выступил продюсером и соавтором сингла «Still Alive» Деми Ловато.

### Другие песни
В фильме дважды прозвучала песня «Red Right Hand» из репертуара группы Nick Cave & The Bad Seeds, присутствовавшая во всех предыдущих сериях франшизы, кроме «Крика 4». Также в фильме прозвучали песни популярных исполнителей:
- «Si O No» в исполнении Tatiana Hazel
- «Picaflor» в исполнении Lao Ra & C. Tangana
- «October Passed Me By» в исполнении Girl In Red
- «Bijoux» в исполнении Soap
- «Blow The Whistle (Mixed)» в исполнении Too $hort
- «Menthol*» в исполнении Jean Dawson и Mac DeMarco
- «Luchini (This Is It)» в исполнении Camp Lo
- «Walkin» в исполнении Denzel Curry
- «When The Party’s Over» в исполнении Billie Eilish
- «Anonymous Source» в исполнении Sylvain Lux, Ilan Abou & David Hadjadj (APM Music)
- «I Am Controlled By Your Love» в исполнении Helene Smith
- «You Have Stolen My Heart» в исполнении Brian Fallon
- «No Never» в исполнении Carmen Dragon
- «Right Now» в исполнении Hugo Basclain
- «Same Squad» в исполнении P-Lo

## Продвижение
Студия развернула масштабную рекламную кампанию, включавшую в себя публикацию промо-материалов в социальных сетях, проведение специальных мероприятий и коллаборации с различными брендами и музыкантами. Публикуемые в социальных сетях промо-материалы содержали ряд подсказок относительно сюжета картины, их анализ стали интенсивно проводить как поклонники франшизы, так и обозреватели изданий, таких как «Bloody Disgusting», «Collider», «CBR», «Screen Rant» и других. Много информации и спойлеров публиковал пользователь «Twitter» под ником ViewerAnon.

### Название фильма
В производственных документах съёмочная группа фильма использовала название «Blackmore» (как позже выяснилось, так называется нью-йоркский университет, куда поступили герои фильма), а на площадке в качестве рабочего — заголовок «Scream !!». Среди некоторых журналистов и поклонников франшизы одно время было распространено название «Крик 666» (англ. Scream 666). С выходом первого рекламного ролика стало известно официальное название новой части — «Крик 6» (англ. Scream VI), где в качестве порядкового номера была использована часть буквы «M», окрашенная в красный цвет и стилизованная под римскую цифру шесть — VI.

### Постеры и кадры
В конце ноября 2022 года в сеть «утекали» два кадра из фильма плохом качестве: на одном изображён Призрачное лицо с ружьём в руке в маленьком магазинчике, а на другом — главные герои, включая персонажей Хейден Панеттьер и Дермота Малруни.
14 декабря портал «Entertainment Weekly» опубликовал первый официальный кадр с Призрачным лицом — маска убийцы была немного изменена для новой части франшизы: на ней появились следы износа и повреждений. В тот же день авторы опубликовали тизер-постер с Призрачным лицом в метро Нью-Йорка со слоганом «Нью-Йорк. Новые правила» (англ. New York. New Rules). 25 декабря 2022 года на официальных страницах фильма в социальных сетях был опубликован специальный праздничный постер со слоганом «Время кричать в большом городе» (англ. It's Scream Time In The City). На изображении Таймс-сквер видны вывеска с названием вымышленного университета «Blackmore» (таким было рабочее название «Крика 6»), реклама девятой части метафраншизы «Удар ножом» — «Stab IX», а также мюзикла «Wrongly Accused: The Musical» — так называлась первая книга Гейл Уэзерс, посвящённая убийству Морин Прескотт.
2 января 2023 года в сети появился новый постер с изображением маски убийцы в виде схемы метро: каждая ветка соответствует одной из частей франшизы, а станции с именами погибших персонажей следуют в том порядке, в котором они погибали в фильмах. Обозначение станции с именем Кирби Рид отличается от других — в кружочке изображён крестик, а в сноске написано, что станция находится на реконструкции. 5 января издание «USA Today» показало эксклюзивный кадр с убийцей на улице Нью-Йорка. 18 января 2023 года издание «Entertainment Weekly» разместило на своём сайте несколько новых кадров. 19 января студия показала новый постер со всеми ключевыми персонажами.
6 февраля студия выпустила промо-фото и видеоролик в стилистике настольной игры «Угадай, кто?» (англ. Guess Who?), в которых были опубликованы имена всех главных персонажей нового фильма. 10 февраля в сети появился новый постер с маской Призрачного лица и ножом над Таймс-сквер — на нём, среди прочего, изображены вывеска мюзикла «Stab: The Musical»; рекламный щит показывает видео с новостным репортажем, в бегущей строке которого говорится о загадочном убийстве семьи Меккензи (англ. McKenzie Family Found Murdered In A Series Of Stabbing): Лив Меккензи, девушка Чеда, была убита в предыдущей части франшизы, а её семья жила неподалёку от Кейси Бейкер в первом фильме; одна из вывесок сообщает, что в городе пройдёт 5-дневный парад по случаю Хэллоуина; наконец реклама ток-шоу «Good Morning With Gale Weathers» также появляется на изображении. Ещё один постер со слоганом «Try To Cut It In The Big Apple» с ножом убийцы, вонзённым в яблоко, также был опубликован в этот день. 13 февраля портал «Bloody Disgusting» опубликовал эксклюзивный материал: 13 постеров персонажей, которые держат в руках нож; в лезвии отражается маска Призрачного лица; Гейл Уэзерс — единственная изображена держащей нож лезвием вниз. На следующий день в соцсетях была опубликована стилизованная открытка по случаю Дня святого Валентина, а также видеоролик со слоганом «В городе, где живут миллионы, это может быть кто угодно» (англ. In The City Of Millions It Can Be Anyone). Тогда же портал «IGN» эксклюзивно опубликовал фото с бегущим Призрачным лицом. 28 февраля был опубликован ещё один постер с Призрачным лицом от прокатчика «Real 3D».
8 марта студия представила в социальных сетях два постера от «Boss Logic».

### Трейлеры и промо-ролики
Первый тизер-трейлер фильма появился на канале «Paramount Pictures» на YouTube 14 декабря. Пост с публикацией на официальной странице в «Twitter» сопровождался слоганом «В городе, где живут миллионы людей, никто не услышит твой крик» (англ. In A City Of Millions, No One Hears You Scream). 5 января на официальных страницах фильма в соцсетях был анонсирован выход первого полноценного трейлера. Он был опубликован на следующий день; за первые сутки видео на «YouTube» посмотрели больше 5,8 миллионов пользователей. 2 марта в сети был опубликован юмористический ролик с актёрами ситкома «Рино 911!», снятый специально для рекламной кампании «Крика 6». 8 марта был опубликован финальный трейлер картины с отзывами критиков. Как рассказали авторы, они умоляли студию не включать ни в один из трейлеров эпизод, в котором убийцы синхронно протирают лезвия ножей от крови после нападения на Чеда: «Это один из самых любимых моментов. Мы просили их убрать его из трейлера, потому что хотели сохранить фрагмент для фильма. Это было очень круто. И это первое, что хотел использовать отдел маркетинга. Они так и сделали. И мы спросили: „Можете ли вы убрать эпизод из трейлера? Давайте сохраним его, сделаем его особенным“».
Внимательные зрители заметили, что некоторые трейлеры и кадры из фильма были изменены после их публикаций в Интернете — фанаты предположили, что это было сделано для того, чтобы скрыть судьбу некоторых персонажей. Так, например, вскоре после выхода первого официального трейлера (второго после тизера) из него вырезали короткий кадр, в котором Минди видит тело, лежащее в окровавленной ванне — предположительно, персонажа Тони Револори. А в сцене, когда Минди перебирается по лестнице из одного окна в другое, в одном и том же кадре позади неё в двух разных трейлерах стоят разные персонажи — в одном это Аника, а в другом — Призрачное лицо; автор видеообзора вспомнил аналогичную ситуацию с трейлером предыдущей части: в рекламном ролике Сэм смотрит в зеркало и видит там Призрачное лицо, в то время как в самом фильме Сэм увидела своего отца — Билли Лумиса.
На русском языке трейлеры выходили в непрофессиональном озвучании, а также неофициально дублировались студией «Red Head Sound».

### Коллаборации
В конце января 2023 года портал Collider сообщил, что компания Cavity Colors выпустит специальную коллекцию одежды по фильму — она поступит в продажу 28 февраля и будет включать майки, худи и пр.. В сети кинотеатров Cinemark также можно было приобрести сувенирный металлический стаканчик для попкорна в форме головы Призрачного лица и так называемый «Beverage Buddies» — ёмкость для напитков.
Ограниченное время — с 28 февраля — в американских ресторанах быстрого питания «Chain» в Западном Голливуде можно приобрести комбо-набор из блюд «Stabby Meal» в специальном боксе, куда также входит один из четырёх коллекционных значков — 16 февраля в сети был опубликован рекламный ролик, снятый режиссёром Джастином Слейдом МакКлейном (англ. Justin Slade McClain). В комплексный обед вошли бургер «Bone Marrow ChainBurger», картофель фри «Throwback Fries» и яблочный пирог «Woodsboro Orchards Apple Pie».
Алкогольный бренд «Espolòn Tequila» стал официальным партнёром картины — компания предложит эксклюзивное коктейльное меню для кинотеатров по всей стране. В июле 2023 в рамках продвижения выхода картины на домашних носителях вышла реклама системы охраны и видеонаблюдения «Ring Security» с участием Мелиссы Барреры и Призрачного лица.

### Мероприятия
16 февраля официальный аккаунт фильма разместил изображение доски с тремя стикерами, на которых было написано: «MAR II», «JENNA ORTEGA» и «THE 1975», — таким образом было анонсировано появление актрисы в эфире шоу «Saturday Night Live» 11 марта, где она выступит ведущей выпуска.
Интерактивная выставка «Scream VI Experience» прошла в Санта-Монике в Калифорнии 25 и 26 февраля, а также 4 и 5 марта. Прохождение рассчитано на 15 минут, оформление стилизовано под улицы Нью-Йорка, где происходит действие картины. На выставке представлены реквизиты из предыдущих картин; к участникам также обращается Призрачное лицо. В одном из выступлений приняли участие режиссёры и продюсеры коллектива «Radio Silence», а также актёры Мейсон Гудинг, Дермот Малруни и Тони Револори.
В некоторых городах США в конце февраля-начале марта студия запустила «вирусную рекламную кампанию», в ходе которой по улицам ходили люди в костюмах Призрачного лица, став причиной многочисленных звонков от местных жителей по линии 911. Тогда же был запущен специальный сайт для американской аудитории, с помощью которого можно было заказать звонок от Призрачного лица. Кроме того, студия выпустила приложение «I Can Be Anyone», которая добавляет Призрачное лицо на видео или одевает участника «Snapchat» в костюм убийцы.

### Фейковый сюжет
Незадолго до выхода картины в прокат один из американских кинотеатров — «Alamo Drafthouse» — опубликовал на своём сайте описание сюжета картины:
«Когда уцелевшие в нападении убийц в Вудсборо отправляются в Нью-Йорк учиться в колледже, наша последняя выжившая Тара, начинает испытывать маниакальные психологические срывы, видя призраков убийц прошлого. Тем временем, её сестра Сэм пытается манипулировать ею, притворяясь Призрачным лицом. Но когда план терпит неудачу, появляются трое новых убийц в масках, и вопрос о том, кто выживет, а кто станет последней жертвой, остаётся без ответа».
Информация быстро разлетелась по Интернету и новостным порталам, но позже создатели подтвердили, что это описание не имеет ничего общего с сюжетом фильма. Позже на сайте описание также было заменено на официальное. Как бы там ни было, эта информация привела к появлению ещё одного предположения на основе фрагментов трейлеров — Тара окажется главным злодеем картины; поклонники считают, что актриса Дженна Ортега достигла звёздного статуса после выхода фильмов «Крик» (2022) и «Х», а также телесериала «Уэнздей» и покинет франшизу, но сделает это очень ярко, став новым злодеем. Кроме того, фрагмент трейлера, в котором Сэм говорит, что у неё есть секрет (в ней «прячется тьма»), подтолкнул поклонников к мысли, что девушка могла сойти с ума и совершать убийства неосознанно.

### Фигурка
В октябре 2023 года, уже после выхода картины в прокат, компания NECA представила на конвенции «Comic-Con» в Нью-Йорке свою новую коллекционную фигурку — «Призрачное лицо штурмует Манхэттен» (англ. Ghost Face Takes Manhattan) по мотивам «Крика 6». В набор вошли 5 видов масок, 2 ножа, 3 пары сменных кистей, миниатюрная фигурка статуи Свободы и модулятор голоса, а также театральная программка «Playkill»; изображение на коробке стилизовано под постер фильма «Пятница, 13-е. Часть 8: Джейсон штурмует Манхэттен», где Призрачное лицо вместо Джейсона Вурхиза прорывается сквозь плакат «Я люблю Нью-Йорк».

## Релиз

### Премьера
В марте 2022 года была объявлена дата выхода картины в прокат — 31 марта 2023 года. Однако в ноябре её перенесли на три недели раньше — на 10 марта 2023. Премьера картины с участием актёрского состава и создателей состоялась 6 марта 2023 года в театре «AMC» на Линкольн-сквер на Манхэттене.
Официальный релиз картины в России был отменён в связи с уходом студии «Paramount Pictures» с российского рынка в 2022 году. Премьера в странах СНГ состоялась 9 марта 2023 года.

### Показ в форматах 3D и 4DX
«Крик 6» стал первой частью фильма, который выходил в формате 3D: исходный материал был сконвертирован для специального показа «Scream VI Fan Event» в кинотеатрах США, назначенного на 9 марта. Заявленная продолжительность 3D-версии — 2 часа и 13 минут, что на 10 минут длиннее основной прокатной версии. Предпродажа билетов на обе версии картины стартовала 8 февраля — в тот же день, когда вышел телевизионный ролик фильма, траслировавшийся во время перерыва на американском Суперкубке. Также в этот день в сети опубликовали 3 новых постера от организаторов мероприятия — «Real 3D», «Dolby» и «Fandango».
Кроме того, картина выходила в прокат в формате 4DX — специальные кресла оборудованы различными приспособлениями для более глубокого погружения в атмосферу фильма: подвижными частями внутри спинки кресла, воздушными клапанами и водяными разбрызгивателями, в кинотеатре используется дополнительное прожекторное освещение в зависимости от сцены фильма. Рейна Сервантес в своём обзоре для «Bloody Disgusting» отметила: «Ужасы — универсальный жанр. В незамысловатой атмосфере кинозала временами кажется, что ты находишься на аттракционе в парке, — и просмотр такого дикого слэшера как „Крик 6“ может быть чертовски приятным опытом. Я всегда буду рада пересматривать этот фильм, но воспоминание о том, как я увидела его в формате 4DX и полностью погрузилась в происходящее на экране, навсегда останутся со мной. Жаль только Уильяма Касла не было рядом, чтобы увидеть это».

### Кассовые сборы
Аналитики прогнозировали, что за первый уикенд сборы картины в Северной Америке составят $35–40 миллионов. Фильм вышел на экраны 3 670 кинотеатров по всей Америке — в один день с картинами «65» и «Чемпионы».
В первый день проката картина собрала $19,3 миллиона — из них $5,7 на предпоказах в четверг. За первые выходные фильм возглавил мировой прокат, собрав $44,5 миллионов в США и Канаде, а также $22,6 миллиона за рубежом — общие сборы превысили отметку $67,1 миллионов — это самый высокий показатель среди фильмов франшизы. С учётом инфляции шестая часть является третьей самой кассовой картиной во франшизе по результатам сборов за первые выходные. В первый уикенд основной аудиторией (71 %) стали зрители в возрасте от 18 до 34 лет (из них 42 % — от 18 до 24), 51 % зрителей — мужчины. Во вторые выходные картина расположилась на второй строчке проката, уступив лидерство вышедшему комикс-блокбастеру «Шазам! Ярость богов».
К 23 марта фильм собрал более $81,5 миллионов в США и Канада, и ещё $40 миллионов за рубежом — общая сумма превысила $121,5 миллиона. Шестая часть стала первым фильмом франшизы, который собрал за рубежом более $100 миллионов — по прогнозам аналитиков, у картины есть все шансы стать самой кассовой серией. Кроме того, «Крик 6» стал самой кассовой частью франшизы в прокате США и Канады.

### Критика
Фильм получил в целом положительные отзывы критиков. На веб-сайте-агрегаторе обзоров «Rotten Tomatoes» 80 % из 97 обзоров критиков являются положительными, а средний рейтинг составляет 7,1 из 10; критический консенсус сайта гласит: «Некоторые аспекты самой кровавой метафраншизы ужасов могут устареть, но изменение обстановки и некоторые изобретательные декорации помогают „Крик 6“ оставаться достаточно „острым“ зрелищем». На «Metacritic» фильм имеет средневзвешенное значение, оценка составила 64 из 100 на основе 36 критиков, что указывает на «в целом положительные отзывы». На портале «Cinemascore» «Крик 6» получил такую же оценку, как и «Крик 2» и «Крик» (2022) — «B+» по шкале от «A+» до «F». На «PostTrak» фильм набрал 87 % положительных отзывов, из них в 74 % отмечается, что фильм можно рекомендовать к просмотру. На сайте «Кинопоиск» у фильма рейтинг 6,651 на основе 5 638 оценок зрителей.
Ричард Ропер из «Chicago Sun-Times» дал фильму три звезды из четырёх, написав: «Тем не менее, мы приступаем к ещё одному агрессивно-ужасному, ужасно смешному, а иногда и умно срежиссированному „Scream-fest“, который бодро бросает вызов логике, но берёт все правильные ноты, которые мы ожидали от франшизы». Он похвалил выступления Барреры, Ортеги и Брауна и посчитал, что финал фильма был «самым диковинным и впечатляюще жестоким финалом из всех». Оуэн Глейберман, писавший для «Variety», дал фильму положительную рецензию, несмотря на то, что нашел его «слишком длинным», отметив, что это «довольно хороший триллер, и кровавая смертоносная игра-оболочка, которая умна во всех отношениях, и снят он более сильно, чем предыдущий фильм, стремясь воспользоваться его более обширной, но замкнутой космополитической обстановкой».
Бенджамин Ли из «The Guardian» дал фильму четыре звезды из пяти, назвав его более кровавым и умным продолжением «Крика» (2022). Саймон Томпсон из «The Playlist» поставил фильму пятёрку и описал Панеттьери как «активный ингредиент здесь, гром среди ясного неба, и она наслаждается этой ролью, доставляя настоящее удовольствие для стойких фанатов». В обзоре, получившем четыре из пяти звёзд, Кларисса Лоури из «The Independent» назвала фильм «кровавым, удовлетворительным и смехотворно весёлым», а также похвалила игру Панеттьери, «играющую роль с изощрённым умом».
Олли Ричардс, рецензируя фильм для «Empire», дал ему три звезды из пяти, полагая, что он «по-прежнему гораздо более изобретателен и интересен, чем большинство франшиз ужасов того же года», но «одна из самых глупых частей серии с точки зрения сюжета, однако всё же достаточно страшный и забавный, чтобы заставить вас надеяться, что Призрачное лицо может снова убить». Фрэнк Шек из «The Hollywood Reporter» дал неоднозначную оценку, полагая, что фильм является удовлетворительным дополнением к франшизе, сочетая ностальгию со свежим взглядом, но пришел к выводу, что он «уже не совсем передовой».
Журнал «The Hollywood Reporter» поставил картину на 3-е место в списке лучших слэшеров десятилетия.

### Награды
Фильм получил номинации и выиграл награды нескольких кинопремий:
| Премия                                              | Дата церемонии  | Категория                          | Номинант                            | Результат | Ссылки          |
| --------------------------------------------------- | --------------- | ---------------------------------- | ----------------------------------- | --------- | --------------- |
| Hollywood Critics Association Midseason Film Awards | 30 июня 2023    | Лучший фильм ужасов                | Крик 6                              | Номинация | [ 189 ]         |
| MTV Movie & TV Awards                               | 7 мая 2023      | Лучшая драка                       | Гейл Уэзерс против Призрачного лица | Победа    | [ 190 ] [ 191 ] |
| MTV Movie & TV Awards                               | 7 мая 2023      | Лучший фильм                       | Крик 6                              | Победа    | [ 190 ] [ 191 ] |
| MTV Movie & TV Awards                               | 7 мая 2023      | Лучшая песня                       | Деми Ловато за песню «Still Alive»  | Номинация | [ 190 ] [ 191 ] |
| Saturn Awards                                       | 4 февраля 2024  | Лучший фильм ужасов                | Крик 6                              | Номинация | [ 192 ]         |
| People's Choice Awards                              | 18 февраля 2024 | Драматический фильм года           | Крик 6                              | Номинация | [ 193 ]         |
| People's Choice Awards                              | 18 февраля 2024 | Звезда года в драматическом фильме | Дженна Ортега                       | Победа    | [ 193 ]         |
| People's Choice Awards                              | 18 февраля 2024 | Актриса года в кино                | Дженна Ортега                       | Номинация | [ 193 ]         |
| Critics' Choice Super Awards                        | 4 апреля 2024   | Лучшая актриса в фильме ужасов     | Дженна Ортега                       | Номинация | [ 194 ]         |
| Critics' Choice Super Awards                        | 4 апреля 2024   | Лучший фильм ужасов                | Крик 6                              | Номинация | [ 194 ]         |

### Выход на видео
10 марта «Amazon» открыл опцию предзаказа фильма на носителях в форматах 4K Ultra HD, Blu-Ray, DVD — релиз ожидался в мае-июне 2023 года вместе с дополнительными материалами: репортажем со съёмок, неудачными дублями и удалёнными сценами. Digital-версия фильма доступна в США на порталах «Paramount+», «Amazon Video» и «iTunes» 25 апреля. В итоге, релиз фильма на видео-носителях состоялся 11 июля 2023 года. Фильм возглавил список продаж в Великобритании «UK Official Film Chart Top 40». Продажи фильма на носителях для домашнего видео превысили отметку $3,6 миллионов.
Среди дополнительных материалов — несколько короткометражных фильмов о создании картины:
- «Audio Commentary» — комментарии создателей фильма: режиссёров Мэтта Беттинелли-Олпина и Тайлера Джиллетта, сценаристов Джеймса Вандербилта и Гая Бусика, исполнительного продюсера Чеда Виллелла.
- «Death Comes To The City» (7:57) — рассказ о создании Нью-Йорка.
- «The Faces Of Death» (14:10) — старые и новые персонажи.
- «More Meta Than Meta» (10:22) — отсылки к предыдущим частям.
- «Bloodbath At A Bodega» (4:53) — постановка сцены в магазине.
- «Apartment To Die For» (7:30) — работа каскадёров и постановка трюков.
- «Night Train To Terror» (6:18) — съёмки сцены в метро.
- «Theather Of Blood» (10:52) — взгляд на «святилище» и создание реквизита.
- «Gag Reel» (эксклюзив для диджитал-версии) — неудачные дубли и приколы со съёмок.

### Продолжение
По сообщению ViewerAnon в феврале 2023 года студия «Paramount Pictures» уже начала переговоры о работе над седьмой частью франшизы, которая может стать прямым продолжением шестой серии: «Насколько я знаю, пресс-показы начнутся в течение следующих двух недель. По моим сведениям, студия уверена в успехе картины». За несколько дней до премьеры шестого фильма новостные порталы, а также фанатский сайт, близкий к источникам в студии, сообщили о готовности запуска в работу седьмой части, — съёмки должны пройти в течение 2023 года.
В марте 2023 режиссёры Мэтт Беттинелли-Олпин и Тайлер Джиллетт выразили надежду, что смогут поработать над седьмым фильмом и «насладятся новой частью, даже если сами не будут задействованы в работе над ней». Беттинелли и Джиллетт также высказали надежду на возвращение Нив Кэмпбелл во франшизу: «Мы бы хотели снять ещё один фильм с её участием, и мы будем бороться за это до последнего».
21 ноября 2023 года журнал «Variety» опубликовал статью-расследование, из которой стало известно, что Мелиссу Баррера уволили из проекта из-за её публикаций в «Instagram», в которых актриса высказывала поддержку палестинской стороне в военном конфликте Израиля и Палестины на протяжении всего месяца с момента вторжения. На следующий день Дженна Ортега официально покинула проект из-за напряжённого съёмочного графика.
В марте 2024 Кэмпбелл опубликовала на своей странице в «Instagram» фото сценария «Untitled Scream 7», сообщив поклонникам, что возвращается к роли Сидни Прескотт в следующей части, режиссёром которой станет Кевин Уильямсон.

## Структура фильма

### Открывающая сцена
Это первая часть франшизы, в которой за маской Призрачного лица скрывается 4 человека, — разные группы убийц действуют независимо друг от друга и имеют разные мотивы. Кроме того, впервые во франшизе личность одного из убийц раскрывается в начале картины. Ещё до выхода фильма, большинство фанатов сошлись во мнении, что персонаж Самары Уивинг, Лора, станет «звёздной» жертвой в открывающей сцене картины. Мэттью Джексон в обзоре для «Vulture»: «Открывающая сцена снята по всем ранее установленным канонам. Есть отвлекающий звонок по телефону, беззаботная жертва, кинозвезда (в данном случае — Самара Уивинг), готовая быть убитой в первые минуты экранного времени, и запоминающаяся новая локация. Все сделано так, чтобы оправдать ожидание. И хотя мы понимаем, к чему всё идёт, — это идеальная сцена убийства. Единственная сложность в восприятии — решение впервые показать, кто прячется за маской убийцы в открывающей сцене; в этот момент становится ясно, что нас ждёт нечто совсем иное»; после этого «фильм усиливает напряжение небольшой игрой в „горячо-холодно“, в конечном итоге показывая соседа Джейсона по комнате и его сообщника (ну, или то, что от него осталось) в холодильнике, а затем показывает нам истинное Призрачное лицо прямо перед открывающими титрами. Это идеальная возможность сплести запутанную паутину, разобраться в которой не получится до самого финала».
До выхода картины в прокат существовало мнение поклонников, что Лора является сестрой Лив Меккензи, погибшей в предыдущей части, — таким образом, она могла стать последней представительницей семьи, о чьём кровавом убийстве, предположительно, говорилось на одном из постеров фильма с Таймс-сквер, однако эта фанатская теория не оправдалась.

### Правила выживания
По словам Минди, события происходящие в Нью-Йорке, следуют правилам не сиквела, а «франшизы»:
- Успех картины в том, чтобы не соответствовать ожиданиям зрителей, поэтому в новом фильме «всё будет больше»: больше персонажей, больше бюджет, крови, расчленёнки и т. д.
- Персонажи «наследия» появляются для того, чтобы отдать дань ностальгии и трагически погибнуть, — «Гейл и Кирби не позавидуешь». В качестве примера Минди называет Салли Хардести, Нэнси Томпсон, Элис Харди, Эллен Рипли, Лори Строуд, Джона Крамера, Джеймса Бонда, Люка Скайуокера и других.
- Поскольку каждая часть франшизы довольно независима, погибнуть может любой, даже Сэм и Тара.
- Последнее правило: «Никогда не доверяй своему возлюбленному», взято из предыдущей части — его сформулировал Дьюи.

### Ремейк сиквела
В картине много отсылок к событиям «Крик 2», так как шестая часть франшизы обыгрывает понятие ремейка сиквела — эту мысль озвучивает Минди:
- События обоих фильмов происходят в колледже — далеко за пределами Вудсборо.
- Как и во второй части театральный зал становится местом развязки событий.
- Новым маньяком является один из родителей предыдущего убийцы.
- Сэм дразнит детектива Бэйли относительно характера Ричи, как это делала Сидни в разговоре с миссис Лумис о Билли.
- Новый парень главной героини, Дэнни, как и Дерек, не замешан в убийствах — в обоих случая события заставляют и Сидни, и Сэм сомневаться в своих возлюбленных.
- Чед — новый Дьюи; его в обоих частях ранят ближе к финалу картины, но он также выживает, и врачи вывозят его на носилках с места преступления, как и Дьюи в финале второй части.
- Близнецы и их друзья вспоминают жестокую смерть Рэнди в парке среди белого дня, — когда герои решили быть на виду, чтобы оставаться в безопасности.
- В начале фильма Тара говорит, что может присоединиться к сестринскому общежитию «Omega Beta Zeta» — в нём же состояла Си-Си Купер в исполнении Сары Мишель Геллар в «Крике 2»; а Дерек Фелдман (Джерри О’Коннелл) — парень Сидни — состоял в «Delta Lambda Zeta», как и Чед.
- Во время разговора Сэм с Гейл звучит музыкальная тема Дьюи из второго фильма — композиция «Brothers», написанная Хансом Циммером для фильма «Сломанная стрела» (1996).

Оригинальный сценарий с участием Сидни также содержал множество отсылок и камео из второй части.

### Связи с предыдущими частями
- Девушку, убитую в начальной сцене, зовут Лора; такое имя в качестве псевдонима взяла Сидни в третьем фильме, работая на горячей линии для женщин.
- В квартире Джейсона висит постер фильма «Удар ножом».
- Как и в случае с таинственной жизнью Морин Прескотт, матери Сидни, мать сестёр Карпентер часто упоминается в сюжете, но не появляется в истории — в отличие от отца героинь: Нила Прескотта и Билли Лумиса[219].
- Ребята садятся в метро на станции «96th Street» — это также адрес, по которому располагается квартира Гейл, — первый «Крик» вышел в 1996 году[72].
- Минди и Аника едят попкорн из алюминиевой упаковки, а не из стаканчика — отсылка к открывающей сцене первого фильма, где Кейси Бейкер готовит попкорн[218].
- На студенческой вечеринке один из гостей носит майку с цифрой «10» — это отсылка к персонажу Татум в исполнении Роуз Макгоуэн из первой части «Крика», которая в свою очередь была отсылкой к персонажу Глена — его сыграл Джонни Депп — в первом «Кошмаре на улице Вязов»[220].
- Сэм пытается ударить Гейл в лицо, как это сделала Сидни в первом и втором фильмах — но журналистку в итоге ударила Тара[217].
- Среди костюмов в метро можно увидеть косплей на Шерри из первой открывающей сцены «Крика 4» — по сюжету она является персонажем вымышленного фильма «Удар ножом 6»[76].
- Гейл хранит в рамке то же совместное фото с Дьюи, что и он сам в своём трейлере в «Крике» 2022 года[48].
- Это первая часть франшизы, в которой маньяк звонит Гейл[48]. В этой сцене журналистка произносит: «Ты, наверное, десятый, кто пытается это сделать», — ровно девять убийц скрывалось за маской Призрачного лица в пяти предыдущих фильмах[221]. В эпизоде Призрачное лицо также отмечает, что Гейл сама могла бы быть новой убийцей в отличие от Сидни и Дьюи — так сценаристы обыграли популярную фанатскую теорию, вложив это предположение в уста маньяка[72].
- Кирби убивает Итана телевизором, добавив: «Я видела это в одном ужастике», — персонаж имеет в виду гибель Стю от рук Сидни в финале «Крика», и снятый по мотивам этих событий вымышленный фильм «Удар ножом»[217].
- В разговоре с Кирби Минди упоминает Стю, который мог выжить, — это шутка в адрес фанатов, которые были уверены, что персонаж вернётся в шестой части, а также отсылка к изначальной идее сюжета для «Крика 3»[72]. Согласно теории, Стю выжил после событий первого фильма и стал главным злодеем, основавшим культ; некоторым журналистам и поклонникам даже показалось, что обозначение станции с именем Стю на постере в виде схемы нью-йоркского метрополитена отличается от других: оно было розового цвета, а не белого, как у остальных[222]. Именно такой сюжет был в голове у Кевина Уильямса, когда он начинал работу над «Криком 3»[223]. Эта теория была настолько популярна, что Уильямсон, выступающий в «Крике 6» в качестве исполнительного продюсера, в интервью для портала «Collider» в декабре 2022 года развеял эти слухи: «Нет, он мёртв. Думаю, всё это началось со сцены в колледже, на вечеринке, потому что он стоял в толпе. Но это было лишь камео, визит на съёмочную площадку на один вечер»[224]. Некоторые журналисты считают, что рекламная кампания будет развиваться в том же направлении, что и у фильма «Человек-паук: Нет пути домой», когда все, даже сами актёры, отрицали участие в картине Эндрю Гарфилда и Тоби Магуайра[225]. Ещё одна теория предполагает, что убийцей окажется Лесли Мэйхер, сестра Стю, чей сын Винс был убит в предыдущей части — возможным мотивом женщины называют тот факт, что Билли Лумис получил больше славы[226]; кроме того, такой сюжетный ход отсылает к «Крику 2», в котором одной из убийц оказалась мать Билли[227].
- Идея того, что маньяк в костюме Призрачного лица преследует другого убийцу в маске взята из отменённого сиквела «Крика 4», в котором неизвестный преследует Джилл Робертс[72].
- Сидни не участвует в событиях картины, но по сюжету находится вместе с мужем Марком и детьми в безопасном месте — режиссёры подтвердили в интервью, что Сидни вышла замуж за детектива Марка Кинкейда, расследовавшего убийства в Голливуде в «Крике 3»[228].
- Фамилия доктора Кристофера, психотерапевта Сэм — Стоун, такая же фамилия у телохранителя Дженнифер Джоли — Стива из третьей части Крика[212].
- Как и Сидни в финале первой части, Сэм надевает костюм Призрачного лица и звонит настоящему убийце[229].

### Сцена после титров
Впервые во франшизе, после финальных титров картины появляется короткая сцена, в которой Минди в исполнении Джасмин Савой Браун, шутя, говорит: «Не каждый фильм нуждается в чертовой сцене после титров!». Евгений Дергунов так написал в своём обзоре для портала «СОЮЗ Кино»: «„Крик“ — это сатирический слэшер. Все фильмы серии так или иначе высмеивают клише ужастиков, а также разные направления и тенденции в кино. В современные фильмы — особенно блокбастеры — часто включают бонусы в виде сцен после титров. Многим зрителям такие „удивительные“ сюрпризы поднадоели. Создатели „Крика 6“ решили высмеять эту тенденцию, рассказав в сцене после титров о том, что сцены после титров не нужны. Очень в духе „Крика“». Слухи о наличии такого эпизода появились до выхода картины в прокат.

## Отсылки и упоминания

### Психои Альфред Хичкок
- В квартире Джейсона и Грега висит постер триллеров Альфреда Хичкока «Психо» (1960) и «Головокружение» (1958)[72].
- Фамилия Лоры из открывающей сцены — Крэйн. Как и у главной героини «Психо» — Мэрион Крэйн в исполнении Джанет Ли[35].
- Кирби и Минди называют «Психо 2» — недооценённым фильмом[72].
- Когда Тара убивает Итана ножом в горло, она делает это также, как убийца Лайлы Крэйн в фильме «Психо 2»; похожая сцена есть и в триллере «С днём рождения меня»[232].

### Кошмар на улице Вязови Уэс Крэйвен
- Магазин, куда забегают Тара и Сэм, называется «Abe’s Snake» — такой псевдоним взял Крэйвен, снимая эротические фильмы на заре карьере в 1970-х годах[72].
- Одна из остановок метро, которую проезжают ребята — «72th Street» — в 1972 году вышел фильм Крэйвена «Последний дом слева»[72].
- Минди и Кирби считают, что лучшая часть «Кошмаров на улице Вязов» — первая[217].
- Номер квартиры, в которой живут сёстры Карпентер, — 1939; это год рождения Уэса Крэйвена[233].
- Когда Сэм возвращается от психотерапевта и звонит Таре, она проходит мимо подъезда общежития в студгородке, где жил Джейсон — там уже дежурит скорая помощь и полиция; название общежития «Elmcourt», то есть «Двор с вязами» — очередная отсылка к «Кошмару на улице Вязов»[220].
- Когда к магазину подъезжает полиция, на одной из машин можно увидеть номер «2893» — это дата рождения Крэйвена наоборот: 2 августа 1939 года (или написание на западный манер «39/08/02»).

### Пятница, 13
- Персонаж Джейсона из открывающей сцены назван в честь Джейсона Вурхиза — главного антагониста франшизы «Пятница, 13»[78].
- Костюм Джейсона Вурхиза также можно заметить на одном из пассажиров в сцене в метро[74].
- Во время разговора Джейсона с убийцей по телевизору идёт фильм «Пятница, 13-е — Часть 8: Джейсон штурмует Манхэттен» — его действие разворачивается в Нью-Йорке[234]. «На самом деле это было очень удачное решение. Конечно, мы продолжали шутить на сей счёт. С первого же прочтения сценария отсылка к „Джейсон штурмует Манхэттен“ была частью обсуждения. Но у нас никогда не было подходящего места в фильме, чтобы на самом деле сделать красивую отсылку. Зато у нас был список принадлежащих „Paramount“ картин, которые мы могли бы использовать в шестом фильме. И только когда мы увидели этот фильм в списке, мы подумали: „О, вот оно“. Все просто встало на свои места», — рассказал Мэтт Беттинелли-Олпин в интервью «Bloody Disgusting»[35].
- Джейсон находит голову Грега в холодильнике, как Элис Харди находит голову Памелы Вурхиз в начальной сцене фильма «Пятница, 13-е — Часть 2», который позже упоминают в разговоре Кирби и Минди; Минди считает, что второй фильм — самый удачный в серии, а Кирби любит «Последнюю главу», так как она «запала на Кори Фельдмана»[72].

### Хэллоуин
- После выхода первого трейлера некоторые обозреватели и поклонники отметили сходство Призрачного лица с Майклом Майерсом из обновлённой в 2018 году серии фильмов «Хэллоуин»: на поверхности маски антагониста «Крика» появились следы изношенности и трещины, зрители слышат тяжёлое дыхание, а в одной из сцен Призрачное лицо наклоняет голову в сторону, как это часто делает Майерс[235].
- Действие картины происходит накануне Дня всех Святых, или по-другому — Хэллоуина[236].
- Блуждавшие незадолго до выхода картины слухи о возможном появлении целого культа Призрачного лица также отсылали к франшизе «Хэллоуин» — подобная история стала основой сюжета картины «Хэллоуин 6: Проклятие Майкла Майерса»[237].
- Фамилия нового возлюбленного Сэм, Дэнни — Брэкетт[35]. Энни Брэкетт — лучшая подруга Лори Строуд в первом фильме франшизы «Хэллоуин»[72].

### УэнсдейиСемейка Аддамс
В середине февраля режиссёры картины сообщили, что в фильме присутствуют отсылки к сериалу «Уэнсдей»:
- Одна из гостей вечеринки в общежитии носит костюм Уэнсдей Аддамс, которую в одноименном сериале «Netflix» сыграла Дженна Ортега[78];
- Коллекция фигурок в виде всей семьи Аддамс находится в кабинете доктора Стоуна[78].

### Прочее
- Образ Кирби Рид — светлые волосы и кожаная куртка — отсылка к кукле Тиффани из фильма ужасов «Невеста Чаки»[232].
- Одна из вывесок заброшенного кинотеатра рекламирует фильм «Шоу ужасов Рокки Хоррора» 1975 года[232].
- Фамилия Аники — Кайоко (англ. Kayoko), как имя антагониста фильма «Проклятье»[232].
- В сцене студенческой вечеринки можно заметить костюмы персонажа скетч-шоу «Я думаю, вам стоит уйти с Тимом Робинсоном» и фильма героя Энди Сэмберга «Лихач»[233]. Костюм Итана — это косплей на одного из героев из картины «Убийственная вечеринка» (2007) режиссёра Джереми Солнье[216].
- В магазине, куда прибегают за помощью Сэм и Тара, есть алкогольный напиток под названием «Miska’s Mead», — это отсылка к основателю портала «Bloody Disgusting» и большому поклоннику франшизы Брэду Миска[233].
- По словам режиссёров, они намеренно использовали тот же звуковой эффект стука в дверь, что и в фильме Тая Уэста «X» — в сцене, когда Призрачное лицо приходит в кабинет доктора Стоуна[233].
- В картине несколько раз упоминается жанр «джалло» и его яркий представитель, режиссёр Дарио Ардженто — Джейсон носит майку с отсылкой к его фильму «Четыре мухи на сером бархате» (1971)[72].
- Перед своей смертью доктор Стоун смотрит фильм «Вторжение похитителей тел» 1956 года[72].
- В квартире Джейсона и Пола висят постеры к фильмам «Дракула» (1931) и «Призрак Оперы» (1925)[72]. Также в квартире видны плакаты к подкастам «The Last Podcast On The Left», получившему своё название в честь триллера Уэса Крэйвена «Последний дом слева», и «We Hate Movies»[216]. Кроме того, на холодильнике висит флайер группы «Ice Nine Kills»[239].
- Минди и Кирби сходятся во мнении, что «Кэндимэн» (1992) и его перезапуск 2021 года — одинаково хороши[217].
- Гай Бусик — большой фанат сериала «Твин Пикс», титры фанатского фильма Ричи в финале картины используют шрифт логотипа сериала[232].
- Похожая сцена с раскладной лестницей есть в триллере «Нерв» с Эммой Робертс в главной роли — актриса играла одного из убийц в фильме «Крик 4»[232].